# Ratingen

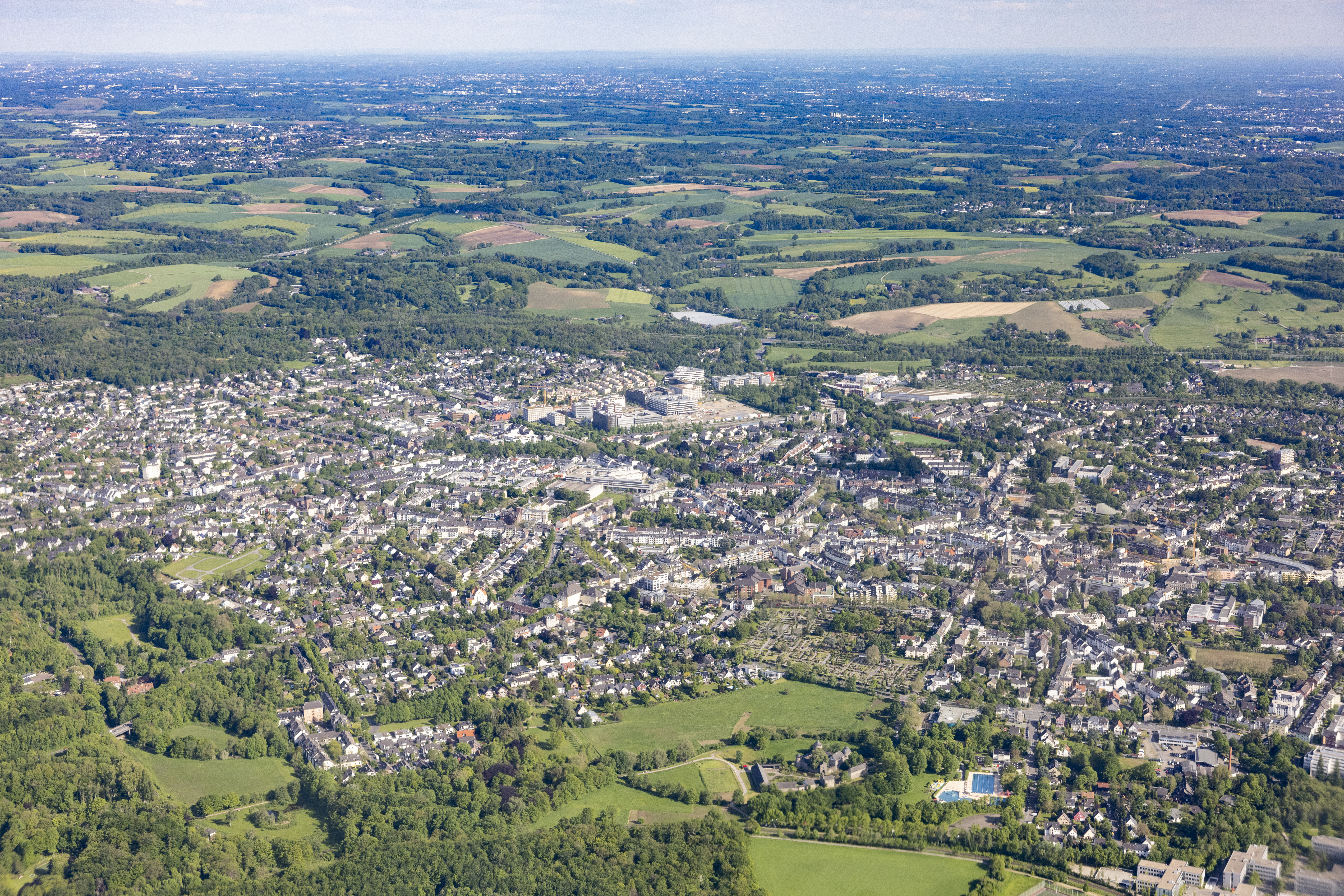
Ratingen

Ratingen ist eine große kreisangehörige Stadt im nordrhein-westfälischen Kreis Mettmann. Die Stadt liegt in  der Metropolregion Rhein-Ruhr im Übergangsbereich zwischen Niederrheinischem Tiefland und dem Niederbergischen Land. Ratingen ist mit mehr als  88.000 Einwohnern die größte Stadt des Kreises Mettmann. Die Stadt ist Sitz eines Amtsgerichts, dessen Bezirk dem Stadtgebiet entspricht und das dem Landgericht Düsseldorf zugeordnet ist.

## Geografie

### Geografische Lage
Ratingen liegt im nordwestlichen Vorland des Bergischen Landes auf einer der Rhein-Terrassen auf einer Höhe zwischen 55 und 180 m ü. NN; der Stadtkern liegt um die 70 m ü. NN.
Ratingen grenzt im Süden und Westen an die Landeshauptstadt Düsseldorf, im Norden an die Städte Duisburg, Mülheim an der Ruhr und Essen sowie im Osten an die Städte Heiligenhaus, Wülfrath und die Kreisstadt Mettmann.
Nördlich des Ratinger Zentrums fließt die Anger, im Süden der Schwarzbach.
In Ratingen befinden sich mehrere Naturschutzgebiete, unter anderem die Naturwaldzelle Hinkesforst.

### Klima
Der Jahresniederschlag liegt bei 820 mm.

### Stadtgliederung
Ratingen gliedert sich gemäß der Gemeindeordnung für das Land Nordrhein-Westfalen in sechs Gemeindebezirke, die sich jeweils in ein oder zwei Stadtteile unterteilen.
| Bezirk              | Stadtteil    | Einwohner 31.12.2021 | Postleitzahl |
| ------------------- | ------------ | -------------------- | ------------ |
| Ratingen Mitte      | Zentrum      | 23.458               | 40878        |
| Ratingen Mitte      | Ost          | 8.324                | 40882        |
| West                | West         | 18.039               | 40880        |
| Tiefenbroich        | Tiefenbroich | 6.934                | 40880        |
| Lintorf/Breitscheid | Lintorf      | 15.109               | 40885        |
| Lintorf/Breitscheid | Breitscheid  | 4.937                | 40885        |
| Hösel/Eggerscheidt  | Hösel        | 8.472                | 40883        |
| Hösel/Eggerscheidt  | Eggerscheidt | 917                  | 40883        |
| Homberg/Schwarzbach | Homberg      | 5.069                | 40882        |
| Homberg/Schwarzbach | Schwarzbach  | 463                  | 40882        |

## Geschichte

### Geologie, Frühgeschichte, Altertum
Im Saale-Komplex, der vorletzten Eiszeit vor 300.000 bis 130.000 Jahren, lag Ratingen am Rand des Düsseldorfer Gletschers, dessen Ostrand sich zwischen Ratingen-Ost und Homberg grob mit dem Verlauf der heutigen Autobahn A3 deckte. Bisherige Vorstellungen von fünf verschieden alten Höhenterrassen ließen sich bei der geologischen Untersuchung von Autobahnschneisen nicht bestätigen. Nur eine Schotterterrasse mit eiszeitlich mehrfach umgelagerten Tertiär-Sedimenten konnte festgestellt werden.
Der Beginn erster Besiedlung des Stadtgebietes ist nicht mehr genau feststellbar. Funde von etwa 150.000 Jahre alten Faustkeilen und anderen anthropogenen Gegenständen nahe dem heutigen Silbersee belegen, dass dort bereits zu Beginn der letzten Eiszeit Menschen lebten. Es ist jedoch nicht klar, ob diese Menschen bereits fest siedelten.
Gräberfunde im Ratinger Zentrum lassen jedoch vermuten, dass es etwa 500 v. Chr. bereits eine feste Siedlung gab. Die Spornlage dieser Gegend auf einer flachen Anhöhe zwischen zwei Bächen war für die damaligen Bedürfnisse sehr günstig; noch dazu lag sie an der Kreuzung zwischen Mauspfad, einem antiken Handelsweg zwischen Köln und dem Niederrhein, und dem Hilinciweg, einer Verbindung zwischen Rhein und Bergischem Land.

### Mittelalter
Um 500 n. Chr. wurde Ratingen zum Kampfgebiet zwischen Sachsen und Franken.
Die erste urkundliche Erwähnung der Siedlung fand vor 849 im Werdener Chartular statt, wo Ratingen als „Hratuga“ bezeichnet wird. Für den Namen existieren zwei Erklärungen: Er könnte eine Rodung im Wald oder eine „Siedlung des Hratan“ bedeuten.
Seit dem Mittelalter gehörte das Ratinger Gebiet den Grafen, später Herzögen von Berg. Für diese hatte die Siedlung, die anfangs durch Holzpalisaden geschützt war, eine wichtige Bedeutung im Kampf gegen den Erzbischof von Köln. Vermutlich wegen seiner vorteilhaften strategischen Lage wurde Ratingen am 11. Dezember 1276 durch Graf Adolf V. von Berg die Stadtrechte verliehen. Elf Monate zuvor war der Kölner Erzbischof Siegfried von Westerburg in den Besitz von Stadt und Burg Kaiserswerth gelangt. Graf Adolf V. wollte durch die Stadterhebung Ratingens ein Gegengewicht schaffen und das nördliche bergische Gebiet sichern, indem er den alten Kirch- und Gerichtsort, an einem Kreuzungspunkt wichtiger Straßen gelegen, Stadtprivilegien verlieh und befestigen ließ.
Im Gegenzug für die damit verbundenen Privilegien wie zum Beispiel Zoll- und Steuerfreiheit und Monopole auf das Mahlen von Korn und die Herstellung von Grüt, ein damals zur Bierherstellung benötigter Stoff (Grütrecht), baute die Stadt die mächtige Stadtmauer mit großen Verteidigungstürmen und bis zu 8 m breiten Wassergräben.
Im weiteren Verlauf der Geschichte erlebte Ratingen als einer der vier Hauptorte von Berg eine wirtschaftliche Blütezeit. Ratingen hatte Marktrecht, Zunftrecht, eine eigene Münze und ein Gericht, das den Gerichten in Mettmann, Gerresheim und Düsseldorf aufgrund des älteren Stadtrechts in den Konsultationen übergeordnet war. Am 25. November 1377 besuchte Karl IV. die Stadt, etwa 100 Jahre später Christian I. von Dänemark. Die Existenz von drei Vordörfern außerhalb der Stadtmauer (Oberdorf, Bechem und Vowinkel) ist ein Zeugnis des Bevölkerungswachstums. Sie wurden 1405 im Zuge der „2. Kalkumer Fehde“ niedergebrannt, aber bald darauf wieder aufgebaut und zumindest in Teilen auch befestigt.
Die Entwicklung wurde dabei begünstigt durch Ratingens Lage nahe einigen Fernstraßen und dem Rheinhafen in Kaiserswerth, welche Ratingen Zugang zum Handel mit der Hanse verschafften; dass Ratingen selbst Hansestadt war, gilt jedoch als unwahrscheinlich.
Die wichtigste überregionale wirtschaftliche Bedeutung hatte vermutlich die Zunft der Schmiede und Schleifer, die 1362 im Stadtbuch erwähnt wurde. Sie nutzten das Wasser von Anger und Schwarzbach zur Herstellung von Waffen, Werkzeugen (vor allem Messer und Scheren) und anderen Gebrauchsgegenständen wie Musikinstrumenten. Ihre Waren wurden auch im Ausland gehandelt, unter anderem in Antwerpen, im Baltikum und Skandinavien.
Im Jahre 1592 wurden Juden in den Ratsprotokollen erstmals urkundlich erwähnt, als die Männer der kleinen jüdische Gemeinde von Wachdiensten an der Stadtmauer freigestellt wurden.

### Industrialisierung und Neuzeit

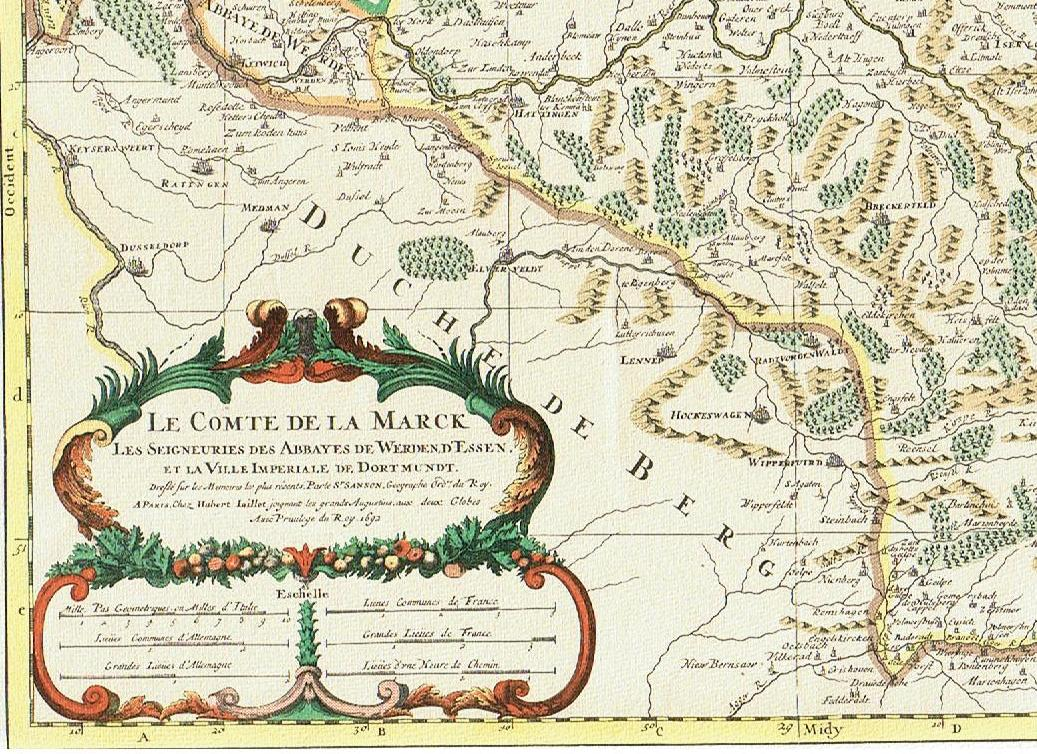
Kartenausschnitt Le Comte de la Marck Sanson 1692

Ab dem 16. Jahrhundert endete die Jahrhunderte währende wirtschaftliche Prosperität Ratingens. Das nahe Düsseldorf wurde 1511 zur Residenz, später zur Landesfestung. Die Pest kam über die Stadt, neue Waffen machten die Stadtmauer unwirksam, und 1641 wurde sie während des Dreißigjährigen Krieges vollständig zerstört, nachdem die Burg Haus zum Haus vom kaiserlichen Melchior von Hatzfeld besetzt wurde, welcher die Stadt angriff und Häuser rund um die Stadt in Brand setzen ließ. Nur noch 140 Menschen lebten damals in Ratingen; 200 Jahre zuvor waren es noch über 1000 gewesen.
Doch ausgerechnet in diesem damals fast bedeutungslos gewordenen Städtchen wird heute der Beginn der kontinentaleuropäischen Industrialisierung gesehen: Der Elberfelder Geschäftsmann Johann Gottfried Brügelmann errichtete 1783 an der Anger eine mechanische Baumwollspinnerei, die als erste Fabrik auf dem europäischen Festland gilt. Ihrer technikhistorischen Bedeutung wegen wird die ehemalige Textilfabrik Cromford heute vom Rheinischen Industriemuseum als Textilmuseum weiterbetrieben.

Postamt Ratingen um 1906

Während der Franzosenzeit Anfang des 19. Jahrhunderts war Ratingen Hauptstadt des Kantons Ratingen und bildete eine Mairie.
Ausdruck der wieder sehr langsam wirtschaftlich erstarkenden Stadt war auch die im 18. Jahrhundert eingerichtete Ratinger Stadtpost. Diese richtete der Ratinger Magistrat spätestens am 19. Juni 1727 ein. Die Stadtpost verband die bergische Stadt Ratingen mit Düsseldorf und sorgte dort für den Anschluss an die von den Thurn und Taxis betriebene Kaiserliche Reichspost und damit an die Welt des Handels und der Kommunikation.
Nach dem Wiener Kongress und der Übernahme der Stadt durch Preußen bestand noch bis 1816 eine Poststation der Thurn-und-Taxis-Post, bevor diese am 1. Juli 1816 zum preußischen Postwärteramt wurde. Infolge des Wiener Kongresses gehörte Ratingen ab 1815 zu Preußen, dem Regierungsbezirk Düsseldorf und der Provinz Jülich-Kleve-Berg (Sitz in Köln), ab 1822 zur Rheinprovinz mit Sitz in Koblenz. Aus der Mairie Ratingen der Franzosenzeit wurde die preußische Bürgermeisterei Ratingen im Landkreis Düsseldorf. 1817 erbauten die Ratinger Juden eine Synagoge an der Bechemer Straße.
Aufgrund von Formsandvorkommen entstand ab der Mitte des 19. Jahrhunderts eine Eisenindustrie. Auch weitere Industriebetriebe entstanden, etwa eine Papiermühle im Angertal, Dachpfannenbrennereien und mehrere Kalkbrennereien. Doch an Schwung gewann die Wirtschaft erst mit dem nahezu zeitgleichen Bau zweier Eisenbahnlinien, der Ruhrtal-Bahn im Osten (heute Strecke der S 6), die am 1. Februar 1872 ihren Betrieb aufnahm, und der 1873 fertiggestellten „Westbahn“ (Teil der Bahnstrecke Mülheim-Speldorf–Troisdorf), einer Konkurrenzverbindung von Mülheim an der Ruhr über Duisburg-Wedau nach Düsseldorf. Am 28. Mai 1903 wurde die Angertalbahn (heute meist als „Kalkbahn“ bezeichnet) eingeweiht, über die Kalk und Formsand, bis in die 1950er-Jahre auch Personen, aus Wülfrath und den dortigen Kalkwerken zur Westbahn transportiert wurden und noch heute werden.
Aufgrund der nunmehr geschaffenen Verkehrsanbindung siedelten sich im Umfeld der Bahnen zahlreiche kleinere und mittlere Betriebe an: 1883 der Dampfkesselhersteller Dürr, 1910 die Deutsche Lastautomobilfabrik AG (DAAG).
In der kommunalen Neuordnung 1929 behauptete Ratingen seine Selbstständigkeit. Die Gemeinde Eckamp mit den heutigen Stadtteilen Tiefenbroich und Ratingen-West wurde 1930 eingegliedert.

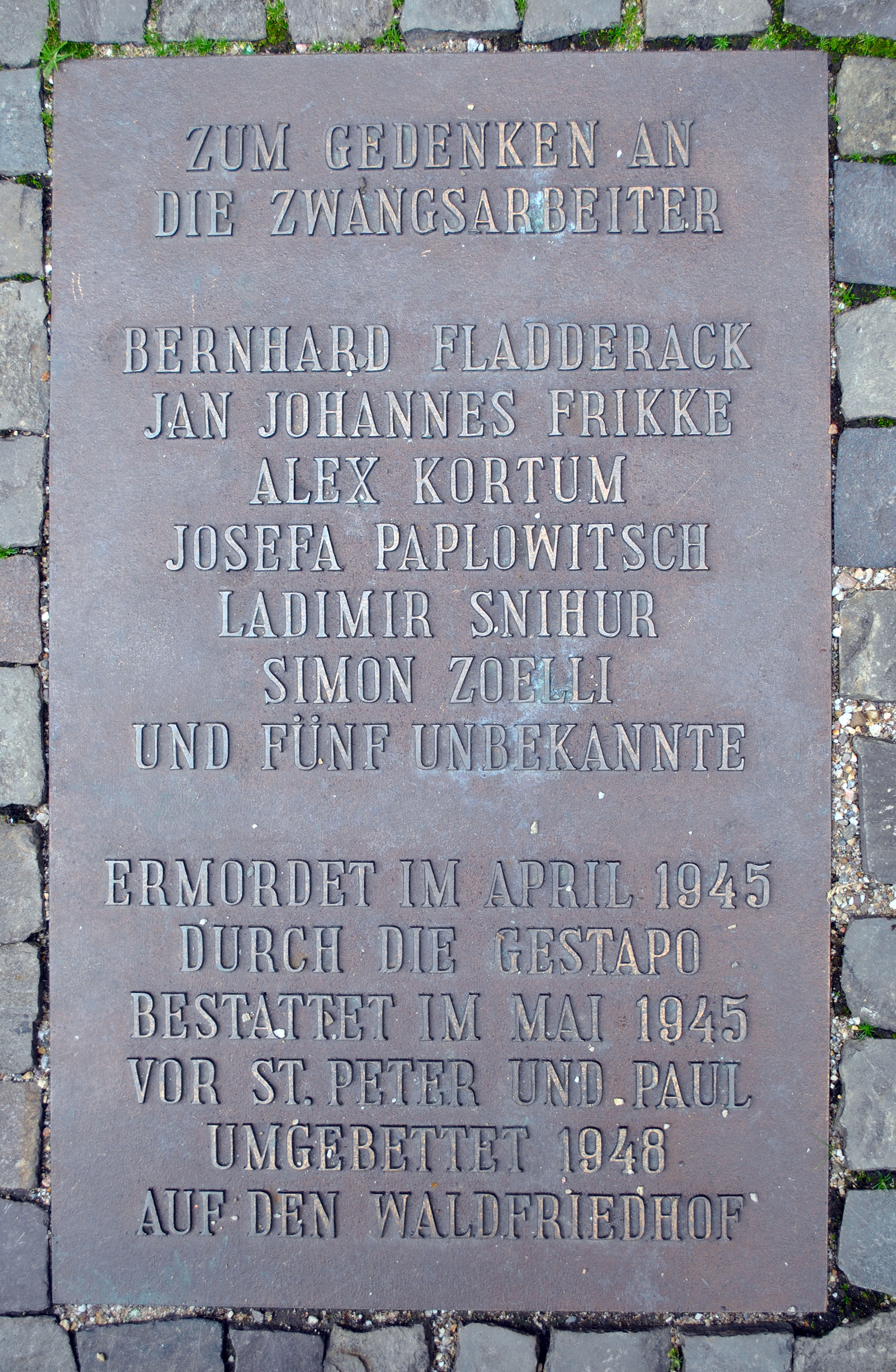
Gedenktafel an die ermordeten Zwangsarbeiter

### Nationalsozialismus und Zweiter Weltkrieg
Nach der Machtübernahme der Nationalsozialisten 1933 wurden Stadtverwaltung, Kultur und Gesellschaft gleichgeschaltet. Sozialdemokratische oder kommunistische Funktionäre wie Josef Schappe wurden verhaftet und in „Schutzhaft“ verbracht, jüdische Bürger drangsaliert oder zur Emigration gezwungen. In der Nacht zum 10. November 1938 wurde der jüdische Friedhof an der Werdener Straße geschändet und verwüstet. Ab Sommer 1943 war die Staatspolizeileitstelle Düsseldorf (Gestapo) in Ratingen untergebracht (Lehrerseminar an der Mülheimer Straße 47, heute: Stadtarchiv und Anne-Frank-Schule), da sie in Düsseldorf ausgebombt war. Hier wurden politische Häftlinge, Zwangsarbeiter und Regimegegner verhört und gequält. Im Zweiten Weltkrieg fanden ab 1943 fünf Luftangriffe auf Ratingen statt, die insgesamt 291 Todesopfer unter der Zivilbevölkerung forderten. Insgesamt wurden 141 Häuser mit 264 von den im Mai 1939 vorhandenen 5945 Wohnungen (4,4 %)  völlig zerstört und 224 Häuser mit 1700 Wohnungen (28,5 %) stark beschädigt, und rund 3000 Menschen wurden obdachlos. Der schwerste Luftangriff am 22. März 1945 richtete mit 550 Spreng- und 14.000 Brandbomben vor allem in der Oberstraße, am Marktplatz und im westlichen Teil der Stadt starke Schäden an; 97 Menschen kamen ums Leben. Das Rathaus und mehrere Schulen wurden beschädigt, das Krankenhaus wurde zu drei Vierteln zerstört, die Pfarrkirche St. Peter und Paul stark beschädigt.
Der Krieg endete in Ratingen mit dem Zusammenbruch des Ruhrkessels am 16./17. April 1945, markiert durch die Selbsttötung des Ruhrkessel-Kommandeurs Walter Model im Wald bei Ratingen-Lintorf südlich von Duisburg. Am 17. April 1945 wurde die unter Artilleriebeschuss liegende Stadt abends an den Panzerkommandeur Major W. Ashley Gray kampflos übergeben, ohne dass es zu Gegenaktionen von Werwolf oder Volkssturm kam. Nach dem Kriege mussten 6300 m³ Trümmerschutt abgefahren werden.
Während der letzten Kriegstage wurden noch Endphaseverbrechen der Gestapo auch in Ratingen (Kalkumer Wald) durchgeführt. Die damals erschossenen und im Kalkumer Wald verscharrten 11 Zwangsarbeiter/innen wurden im Mai 1945 auf Weisung der US-Amerikaner von Nazis ausgegraben, um dann öffentlich vor der Pfarrkirche St. Peter und Paul feierlich bestattet zu werden, wobei Nazis Hilfsdienste leisten mussten. Die Grabrede hielt Ratingens erster Nachkriegsbürgermeister Franz Josef Gemmert, Direktor der Brügelmannschen Baumwollspinnerei. Am 9. Juni 1948 wurden diese Toten in ein Grab auf dem Ratinger Waldfriedhof zur endgültigen Ruhe umgebettet. Eine Acrylglas-Tafel erinnert dort an sie mit dem folgenden Text:

„Hier ruhen elf Zwangsarbeiter, die am 13. Mai 1945 auf Anordnung der Militärregierung aus einem Bombentrichter im Kalkumer Wald geborgen und vor der Kirche St. Peter und Paul beigesetzt wurden. Sie waren kurz vor Kriegsende durch die Gestapo ermordet worden. Am 9. Juni 1948 wurden die Toten mit Zustimmung der Militärregierung zur ewigen Ruhe in dieses Grab umgebettet. Aufgrund von Nachforschungen konnten die Namen von sechs Menschen ermittelt werden: Bernhard Fladerrack, Jan Johannes Frikke und Simon Zoelli aus den Niederlanden, Alex Kortum aus Russland, Ladimir Snihur aus Polen und Josefa Paplowitsch aus der Ukraine. Auch viele der anderen Toten, die dort bestattet sind, waren Zwangsarbeiter. Sie kamen durch Entkräftung, Krankheit oder infolge von Kriegshandlungen ums Leben.“

### Nachkriegszeit
Nach relativ geringen Kriegsschäden erlebte Ratingen in den 1960er und 1970er Jahren die Entwicklung zur Schlafstadt (so der in den späten 1960er Jahren entstandene Stadtteil Ratingen-West mit 20.000 Einwohnern 1980) und zum Standort von Dienstleistungs- und Kleingewerbebetrieben für das nahegelegene Düsseldorf. 1973 wurde die Einwohnerzahl von 50.000 noch vor weiteren Eingemeindungen überschritten.
Die erfolgreiche Wirtschaftspolitik und die günstigen Infrastrukturvoraussetzungen haben jedoch seit den 1970er Jahren dazu beigetragen, dass Ratingen den Charakter einer Schlafstadt inzwischen wieder verloren und sich ins Gegenteil gewandelt hat: Seit einigen Jahren weist Ratingen trotz der gleich drei unmittelbar angrenzenden Oberzentren einen deutlich positiven Pendlersaldo aus (siehe Abschnitt: Wirtschaft).
Am 11. Mai 2023 kam es bei einem Einsatz in einem Hochhaus in Ratingen-West zu einem Angriff auf Einsatzkräfte von Polizei und Rettungsdienst mit zahlreichen Schwerverletzten. Das Landgericht Düsseldorf hat den Täter wegen u. a. versuchten Mordes zu lebenslanger Freiheitsstrafe verurteilt und eine besonders schwerwiegende Schuld festgestellt. Die Revision des Täters gegen dieses Urteil hat der Bundesgerichtshof mit Beschluss vom 15. Oktober 2024 (3 StR 186/24) verworfen.

### Kommunale Neugliederung

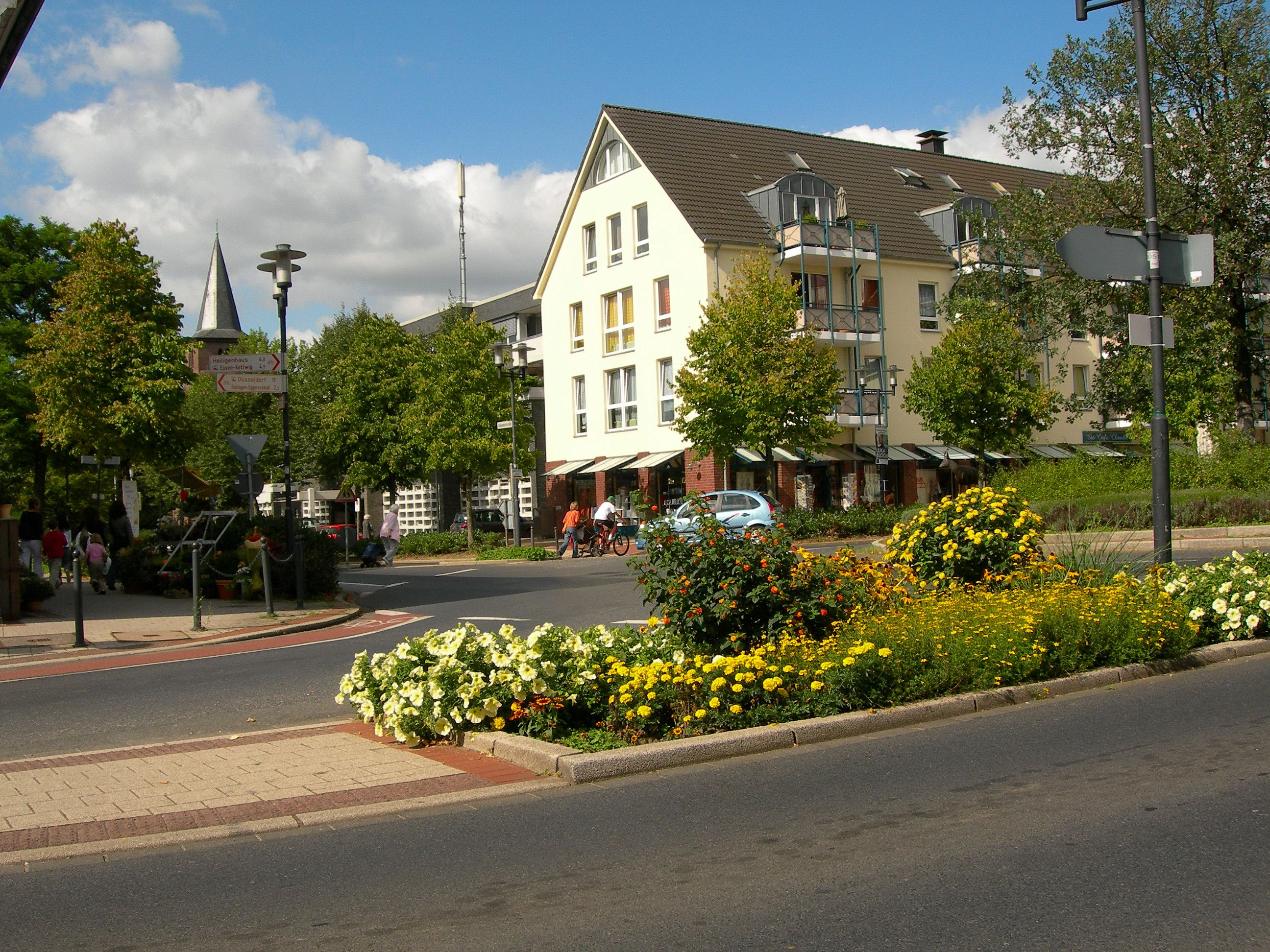
Hösel

Im Zuge der kommunalen Neugliederung wurden am 1. Januar 1975 durch das Düsseldorf-Gesetz sowohl die alte Stadt Ratingen als auch die bis dahin selbstständigen Gemeinden Breitscheid, Eggerscheidt, Hösel und Lintorf (alle zum ehemaligen Amt Angerland gehörig) sowie Homberg-Meiersberg und Hasselbeck-Schwarzbach (beide zum ehemaligen Amt Hubbelrath gehörig) aufgelöst und deren Gebiete ganz oder teilweise zu einer neuen Stadt Ratingen zusammengeschlossen.

### Einwohnerstatistik
Im Mittelalter und am Beginn der Neuzeit war Ratingen ein Ort mit wenigen hundert Einwohnern. Die Einwohnerzahl wuchs nur sehr langsam und ging auf Grund der zahlreichen Kriege, Seuchen und Hungersnöte immer wieder zurück. Erst mit der Errichtung der Textilfabrik Cromford 1783 und besonders dem Beginn der Industrialisierung Mitte des 19. Jahrhunderts setzte in der Stadt ein stärkeres Bevölkerungswachstum ein. Lebten 1855 erst 5.000 Menschen in Ratingen, so waren es 1950 bereits 25.000. Bis 1973 verdoppelte sich diese Zahl auf 52.216.
Am 1. Januar 1975 stieg die Bevölkerungszahl durch Eingemeindungen mehrerer Orte – darunter Lintorf (10.593 Einwohner 1970) – auf rund 85.000. Nach dem Zensus 2022 lag sie amtlich bei 88.425. 
Die folgende Übersicht zeigt die Einwohnerzahlen nach dem jeweiligen Gebietsstand. Bis 1800 handelt es sich meist um Schätzungen, danach um Volkszählungsergebnisse (¹) oder amtliche Fortschreibungen des Statistischen Landesamtes. Die Angaben beziehen sich ab 1871 auf die „Ortsanwesende Bevölkerung“, ab 1925 auf die Wohnbevölkerung und seit 1987 auf die „Bevölkerung am Ort der Hauptwohnung“. Vor 1871 wurde die Einwohnerzahl nach uneinheitlichen Erhebungsverfahren ermittelt. Die Ergebnisse der Volkszählungen ab 1987 und ihre Fortschreibung durch die Landesstatistik weichen erheblich von denen der örtlichen Statistik ab.
| Jahr | Einwohner |
| ---- | --------- |
| 1472 | 1.100     |
| 1600 | 1.000     |
| 1668 | 500       |
| 1700 | 700       |
| 1800 | 3.000     |
| 1840 | 4.037 1   |
| 1855 | 5.012 1   |
| 1871 | 5.214 1   |
| 1885 | 5.586 1   |
| 1890 | 6.800 1   |
| 1895 | 7.860 1   |
| 1900 | 10.594 1  |
| 1905 | 11.741 1  |
| 1910 | 13.143 1  |
| 1916 | 12.385 1  |

| Jahr | Einwohner |
| ---- | --------- |
| 1917 | 13.215 1  |
| 1919 | 14.809 1  |
| 1925 | 15.250 1  |
| 1933 | 18.640 1  |
| 1939 | 20.251 1  |
| 1945 | 21.454    |
| 1946 | 21.683 1  |
| 1950 | 25.245 1  |
| 1956 | 32.003 1  |
| 1961 | 36.020 1  |
| 1965 | 38.739    |
| 1970 | 43.685 1  |
| 1975 | 86.028    |
| 1980 | 89.466    |
| 1985 | 88.718    |

| Jahr | Einwohner |
| ---- | --------- |
| 1987 | 88.631 1  |
| 1990 | 91.007    |
| 1995 | 89.534    |
| 2000 | 91.437    |
| 2005 | 91.865    |
| 2011 | 86.967 1  |
| 2011 | 91.874 2  |
| 2016 | 87.158 3  |
| 2016 | 92.362 2  |
| 2019 | 92.781 2  |
| 2020 | 86.899 3  |
| 2021 | 86.424 3  |
| 2022 | 88.425 1  |

### Konfessionsstatistik
Am 31. Dezember 1998 gehörten 39,7 % der Einwohner der römisch-katholischen Kirche an, 30,0 % waren evangelisch und 30,3 % gehörten sonstiger oder keiner Glaubensgemeinschaft an. Die Zahl der Protestanten und Katholiken ist seitdem gesunken. Seit 2009 ist die Gruppe der Menschen in Ratingen, die einer anderen oder keiner Glaubensgemeinschaft angehören, größer als die der evangelischen oder römisch-katholischen Christen. Am 30. Juni 2023 gehörten 28,5 % der Einwohner der römisch-katholischen Kirche an, 21,3 % waren evangelisch und 50,3 % gehörten sonstiger oder keiner Glaubensgemeinschaft an. Am 31. Dezember 2023 gehörten 27,7 % der Einwohner der römisch-katholischen Kirche an, 20,8 % waren evangelisch und 51,3 % gehörten sonstiger oder keiner Glaubensgemeinschaft an.

## Wappen, Flagge und Logo
Der Stadt Ratingen wurden zuletzt am 3. Oktober 1972 ein Wappen, ein Siegel und eine Flagge verliehen. Das Wappen wurde vom Aachener Grafiker Walther Bergmann nach Vorlage des Wappens von 1909 neu gestaltet.

Wappen
Flagge
Logo

### Wappen
Das Wappen entstammt einem Siegel aus dem Jahre 1430. Der Bergische Löwe und das Rad sind seither Bestandteil des Ratinger Wappens, deren Aussehen und Form sich ansonsten im Laufe der Geschichte mehrmals änderte, unter anderem auch mit verschiedenen Versionen, in der der Löwe das Rad zwischen seinen Krallen hielt. Das Rad ist nicht immer als Richtrad erkennbar und die Speichenzahl variiert (fünf, sechs oder acht). Am 24. Dezember 1909 genehmigte Kaiser Wilhelm II. das erste offizielle Ratinger Wappen der Neuzeit, allerdings mit einem fünfspeichigen Rad und einer damals üblichen Mauerkrone.
In der Hauptsatzung der Stadt Ratingen wurde die heutige Form des Ratinger Wappens 1972 festgelegt und mit folgender Blasonierung beschrieben: „Das Wappen der Stadt zeigt in quergeteiltem Schild im oberen Feld in Silber einen nach rechts gewendeten, halben wachsenden, zweischwänzigen, blaugekrönten und blaubekrallten roten Löwen, im unteren Feld in Rot ein silbernes Richtrad mit sechs Speichen.“
Die heutige Darstellung des Rades mit sechs über den Umfang hinausgehenden Speichen, die es als mutmaßliches Richtrad erkennbar machen, entstammt dem Stadtsiegel von 1430. Warum seinerzeit vermutlich ein Richtrad gewählt wurde, ist nicht bekannt. Historiker vermuten einen Bezug auf das Ratinger Stadtgericht oder, etwas wahrscheinlicher, eine Verehrung der Katharina von Alexandrien, die der Legende folgend gerädert worden war. Dieser Bezug findet sich auch in der Ratinger Monstranz.

### Flagge
„Die Flagge ist in drei Bahnen im Verhältnis 1 : 3 : 1 von Rot zu Weiß zu Rot quergestreift und zeigt in der Mitte der weißen Bahn das Stadtwappen im Schild.“

## Politik

### Stadtrat
Die Kommunalwahlen seit 2004 brachte die folgende Sitzverteilung im Rat der Stadt:
|                 | 2020             | 2020   | 2014             | 2014      | 2009             | 2009      | 2004             | 2004      |
| Partei          | Stimmanteil in % | Sitze  | Stimmanteil in % | Ratssitze | Stimmanteil in % | Ratssitze | Stimmanteil in % | Ratssitze |
| --------------- | ---------------- | ------ | ---------------- | --------- | ---------------- | --------- | ---------------- | --------- |
| CDU             | 34,4             | 24     | 34,6             | 20        | 31,8             | 19        | 34,7             | 23        |
| Bürger-Union    | 17,6             | 12     | 24,3             | 14        | 27,0             | 16        | 21,7             | 14        |
| SPD             | 15,3             | 11     | 20,9             | 12        | 18,9             | 12        | 23,5             | 16        |
| Grüne           | 19,1             | 14     | 9,6              | 5         | 9,8              | 6         | 9,3              | 6         |
| FDP             | 6,3              | 4      | 4,6              | 3         | 9,0              | 5         | 6,4              | 4         |
| AfD             | 4,1              | 3      | 3,1              | 2         | –                | –         | –                | –         |
| PARTEI          | 2,9              | 2      | –                | –         | –                | –         | –                | –         |
| Piraten         | –                | –      | 2,9              | 2         | –                | –         | –                | –         |
| Ratinger Linke  | –                | –      | –                | –         | 3,5              | 2         | 0,9              | 1         |
| MWG             | –                | –      | –                | –         | –                | –         | 3,6              | 2         |
| Gesamt          |                  | 70     |                  | 58        |                  | 60        |                  | 66        |
| Wahlbeteiligung | 55,0 %           | 55,0 % | 51,6 %           | 51,6 %    | 53,0 %           | 53,0 %    |                  |           |

MWG: Mittelständische Wählergemeinschaft
Bei der Kommunalwahl 2020 konnte die CDU alle 24 Direktmandate in den Wahlbezirken erringen. Bei der Wahl 2014 waren noch je 2 Direktmandate an die Bürger-Union (in Lintorf und Hösel/Eggerscheidt) und an die SPD (in West und Homberg/Schwarzbach) gegangen.

### Bürgermeister
Zu den Bürgermeistern der Jahre 1320 bis 1806 (die Zeit, in der Ratingen eine „Hauptstadt“ im Herzogtum Berg war) siehe die Liste der Bürgermeister von Ratingen 1320–1806.
Bei der Bürgermeisterwahl 2014 wurde Klaus Konrad Pesch, der gemeinsam von CDU, SPD, FDP und Grünen unterstützt wurde, mit 51,6 % der Stimmen im ersten Wahlgang gegen den Amtsinhaber Harald Birkenkamp (44,7 %) zum neuen Bürgermeister gewählt. Er wurde bei der Bürgermeisterwahl 2020, für die er von der CDU nominiert wurde, in der Stichwahl im Amt bestätigt.
Ergebnis der Bürgermeisterwahl vom 13. September 2020 bzw. 27. September 2020 (Stichwahl)
| Kandidat             | Partei                | Hauptwahl | Hauptwahl | Stichwahl | Stichwahl |
| -------------------- | --------------------- | --------- | --------- | --------- | --------- |
| Klaus Konrad Pesch   | CDU                   | 16.433    | 41,5 %    | 12.874    | 52,1 %    |
| Rainer Vogt          | Bürger-Union          | 7.490     | 18,9 %    | 11.833    | 47,9 %    |
| Christian Wiglow     | SPD                   | 6.178     | 15,6 %    | —         | —         |
| Heinz Martin Tönnes  | Bündnis 90/Die Grünen | 5.434     | 13,7 %    | —         | —         |
| Markus Sondermann    | FDP                   | 2.344     | 5,9 %     | —         | —         |
| Hans Michael Gericke | Die PARTEI            | 1.029     | 2,6 %     | —         | —         |
| Manfred Evers        | Einzelbewerber        | 700       | 1,8 %     | —         | —         |

Bürgermeister seit der Neubildung der Stadt durch die Kommunale Neugliederung 1975 (bis 1999 ehrenamtlich):
- 1975–1989: Ernst Dietrich (CDU)
- 1989–1994: Hugo Schlimm (SPD)
- 1994–2004: Wolfgang Diedrich (CDU)
- 2004–2014: Harald Birkenkamp (Bürger-Union)
- seit 2014: Klaus Konrad Pesch (parteilos)

### Jugendrat

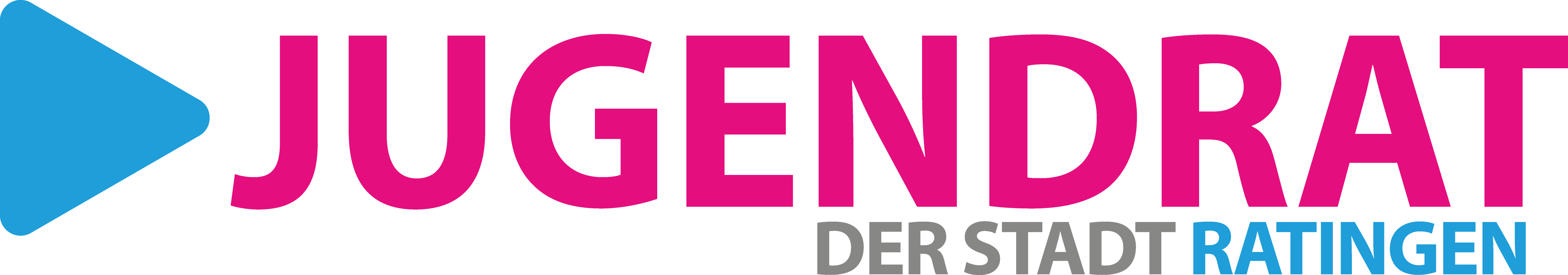
Das Logo des Jugendrates der Stadt Ratingen

Der Jugendrat der Stadt Ratingen ist die Vertretung der Kinder und Jugendlichen gegenüber der Politik, der Verwaltung und der interessierten Öffentlichkeit. Er existiert bereits seit 1998 und war somit eines der ersten Jugendgremien seiner Art. Seine letzte Wahl fand im Herbst 2023 statt, eine Legislaturperiode dauert zwei Jahre.
Wahlberechtigt sind alle Jugendlichen, die in Ratingen wohnen und am Stichtag zwischen 13 und 18 Jahren alt sind. Das Sprecherteam besteht aktuell aus Magdalena Lepper, Finja Reuter, Konstantin Westhoff und Bibiana Rudakowski.

### Städtepartnerschaften
Ratingen unterhält Partnerschaften zu folgenden Gemeinden:
- Maubeuge, Frankreich (seit 1958)
- Le Quesnoy, Frankreich (Partnerschaft der Altgemeinde Hösel, seit 1963)
- Cramlington, Vereinigtes Königreich (Kontakt seit 1967, 1986–2016)
- Vermillion, South Dakota, USA (seit 1969)
- Kokkola, Finnland (seit 1989)
- Beelitz, Brandenburg, Deutschland (seit 1990)
- Wuxi, Provinz Jiangsu, Volksrepublik China (seit 2007)

## Schulen
Grundschulen
- Albert-Schweitzer-Schule
- Anne-Frank-Schule
- Astrid-Lindgren-Schule
- Christian-Morgenstern-Schule
- Eduard-Dietrich-Schule
- Erich Kästner-Schule
- Gebrüder-Grimm-Schule
- Heinrich-Schmitz-Schule
- Johann-Peter-Melchior-Schule
- Karl-Arnold-Schule
- Matthias-Claudius-Schule
- Minoritenschule
- Paul-Maar-Schule
- Suitbertusschule
- Wilhelm-Busch-Schule

Weiterführende Schulen
- Adam-Josef-Cüppers-Berufskolleg
- Carl-Friedrich-von-Weizsäcker-Gymnasium (ehemals Theodor-Heuss-Schule/Geschwister-Scholl-Schule)
- Dietrich-Bonhoeffer-Gymnasium
- Friedrich-Ebert-Realschule
- Käthe-Kollwitz-Schule (Realschule)
- Kopernikus-Gymnasium
- Liebfrauenschule (katholische Realschule, bis 2013/2014 nur Mädchen)[37]
- Martin-Luther-King-Gesamtschule

Sonstige Schulen
- Helen-Keller-Schule (Förderschule)
- Private Förderschule II
- Schule im Neanderland (Förderschule, ehemals Comenius-Schule/Förderzentrum West)
- Volkshochschule Ratingen

Ehemalige Schulen
- Elsa-Brandström-Schule (Hauptschule), 2015 aufgelöst
- Franz-Rath-Weiterbildungskolleg (Abendrealschule), 2017 aufgelöst
- Ludgerusschule (Grundschule), 2014 in Albert-Schweitzer-Schule integriert[38]
- Werner-Heisenberg-Realschule, inzwischen Dependance der Käthe-Kollwitz-Schule[39]
- Gustav-Stresemann-Schule (Hauptschule), 1993 aufgelöst

## Kultur und Sehenswürdigkeiten

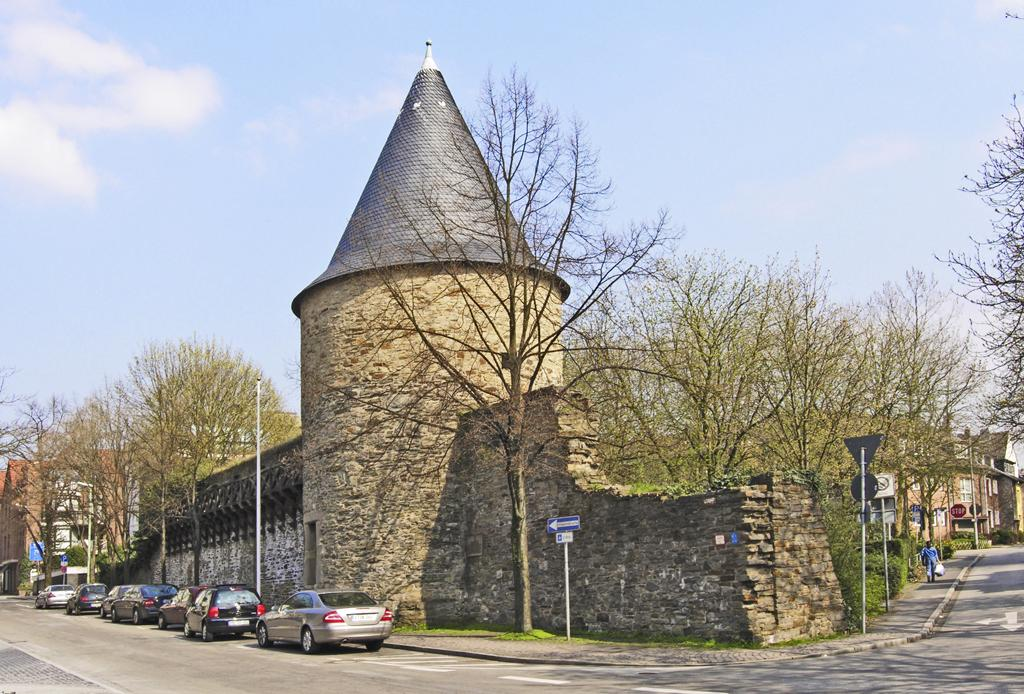
Kornsturm und Stadtmauer

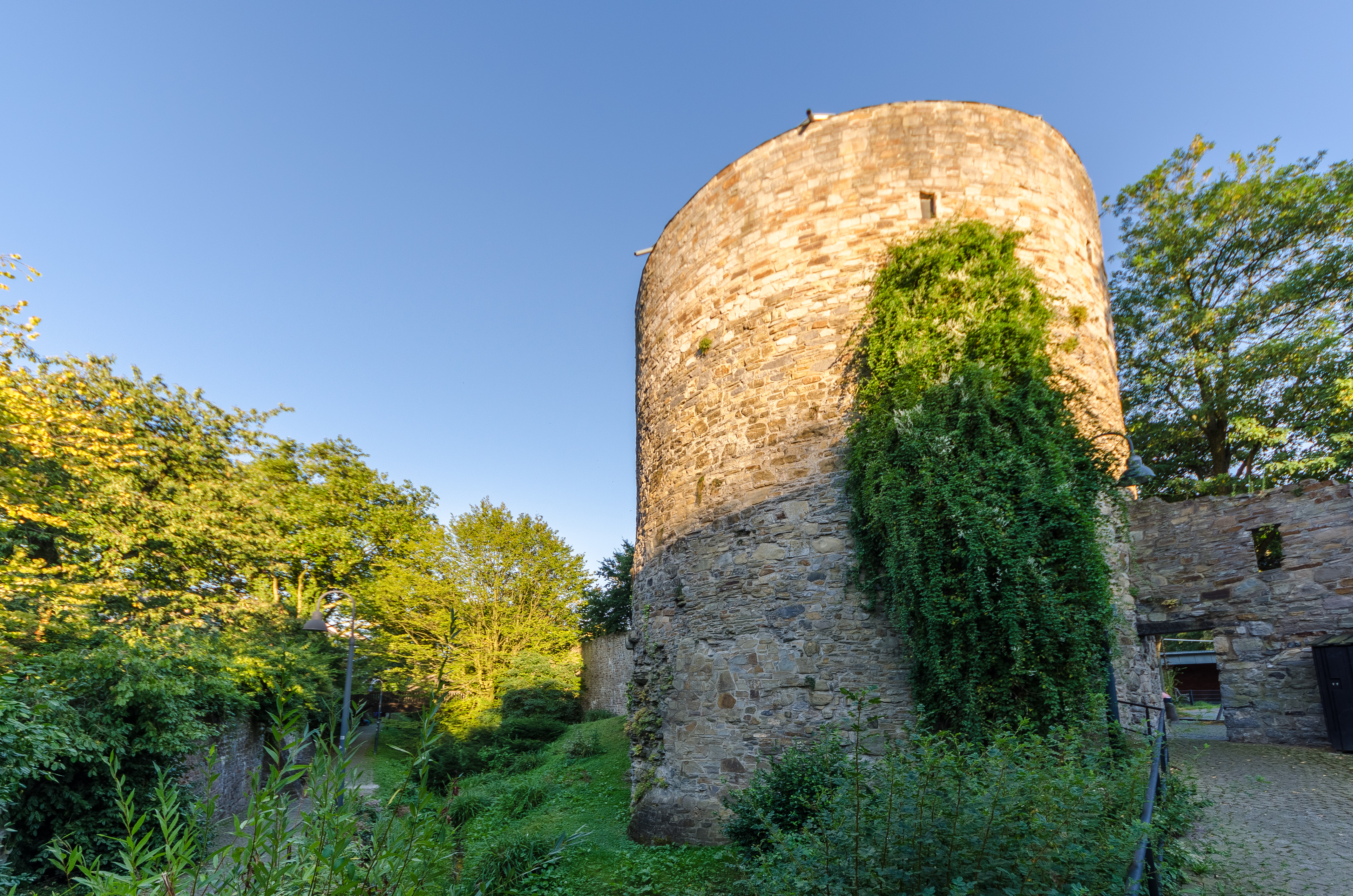
Stadtmauer und Stadtgraben mit dem „Dicken Turm“

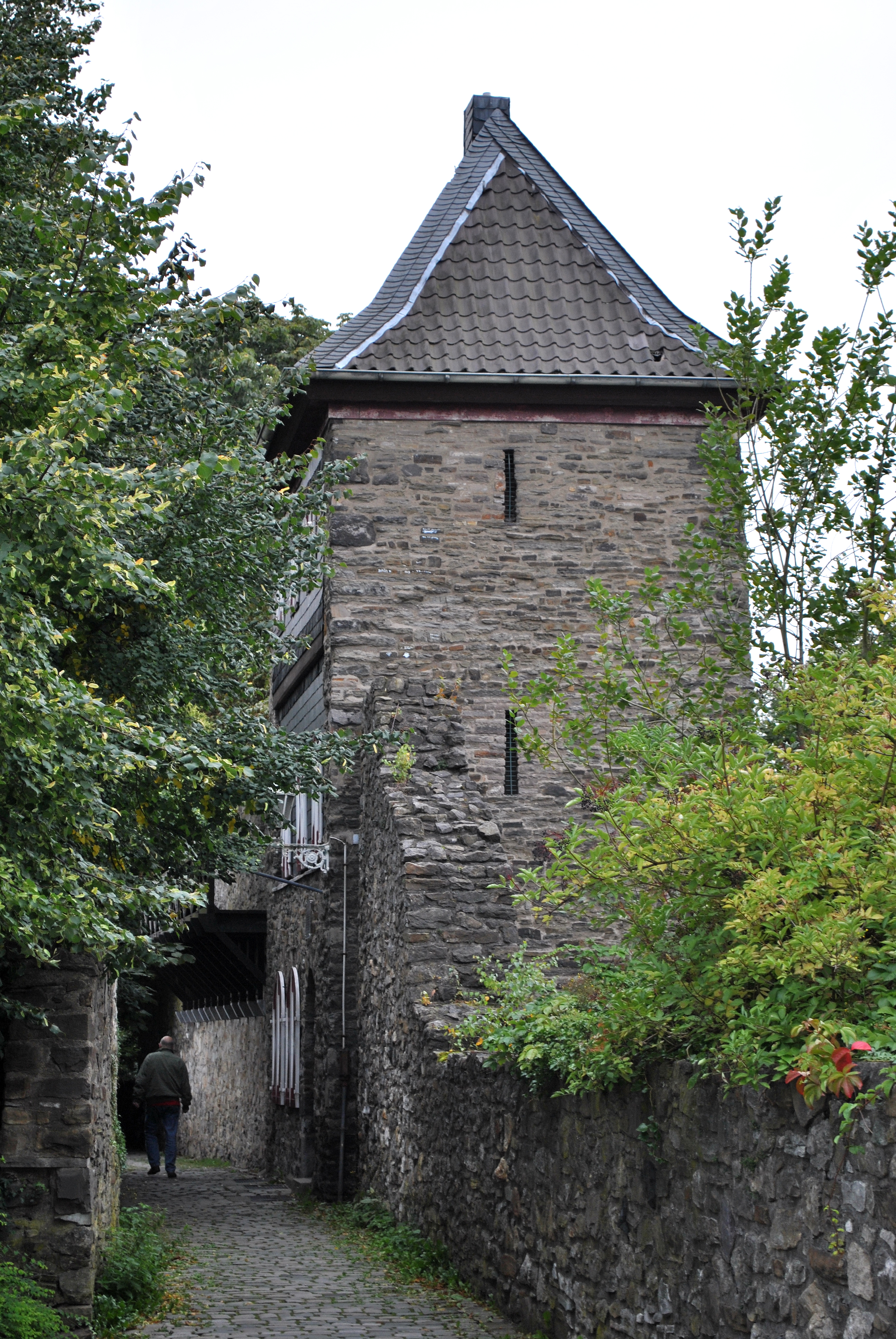
„Trinsenturm“ und Wehrgang

### Bauwerke

#### Marktplatz
Das Zentrum Ratingens bildet der Marktplatz, auf dem schon mindestens seit 1371 Waren angeboten werden. Der Wochenmarkt findet heutzutage jeden Dienstag, Donnerstag und Samstag dort statt. Der Marktplatz wird bestimmt von dem nach erheblichen Kriegsschäden 1945 wieder aufgebauten Bürgerhaus (entstanden um 1300) und der dahinter liegenden Kirche St. Peter und Paul (s. u.). Nordwestlich des Marktplatzes befindet sich etwas versteckt das Minoritenkloster (gebaut 1656).

#### Stadtmauer
Von der Stadtmauer mit ihren ehemals 15 Wachtürmen und vier Stadttoren sind nur noch Teilstücke mit insgesamt drei Türmen erhalten:
- Nördlich des Zentrums zwischen Turm- und Angerstraße befindet sich neben der Stadtmauer auch noch der rekonstruierte Stadtgraben sowie der Dicke Turm⊙, ein 13 Meter hoher und knapp 12 Meter breiter Verteidigungsturm mit einer Mauerstärke von 3,5 Metern, erstmals erwähnt 1464, 2008 von einem Heimatverein zum Vereinsheim umgebaut.
- Westlich des Zentrums beim Rathaus liegt an der Stadtmauer der 1474 gebaute Trinsenturm⊙, der als Waffenkammer diente.
- Östlich des Zentrums befindet sich an der Wallstraße ein kleineres Stück Stadtmauer mit dem Kornsturm⊙ aus dem Jahr 1460.

#### WasserburgHaus zum Haus

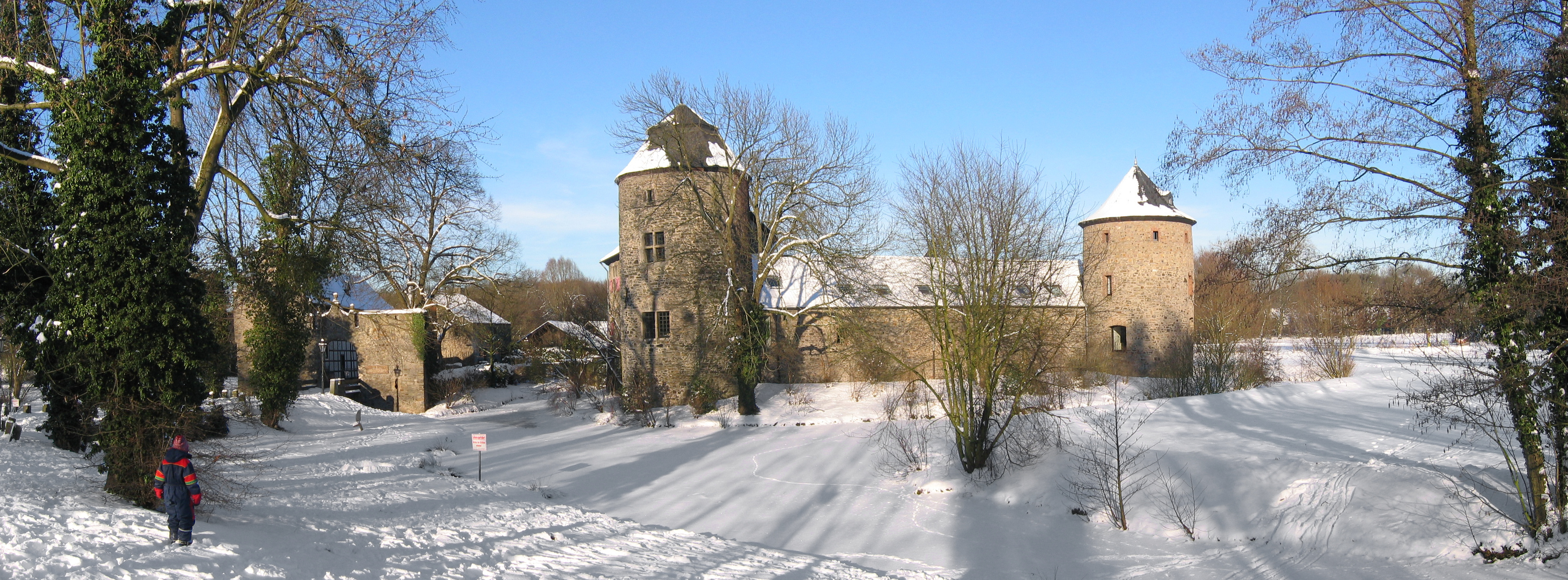
Wasserburg Haus zum Haus

Bereits im 9. Jahrhundert befand sich am Standort der heutigen Wasserburg Haus zum Haus eine durch Palisaden geschützte Wallburg. Sie prägte maßgeblich die Entstehung der Stadt Ratingens mit. In der Burg sind heute ein Kulturzentrum, ein Restaurant, Wohngebäude und ein Architekturbüro untergebracht.

#### Schloss Landsberg
In Ratingen-Breitscheid befindet sich Schloss Landsberg, ein im 13. Jahrhundert für Adolf V. von Berg erbautes Schloss am Fuße des Ruhrtals. Das Schloss beherbergt heute ein Konferenzzentrum der Thyssen-Krupp AG; es kann jedoch von den umgebenden öffentlich zugänglichen Parkanlagen aus von außen besichtigt werden.

#### Schloss Linnep

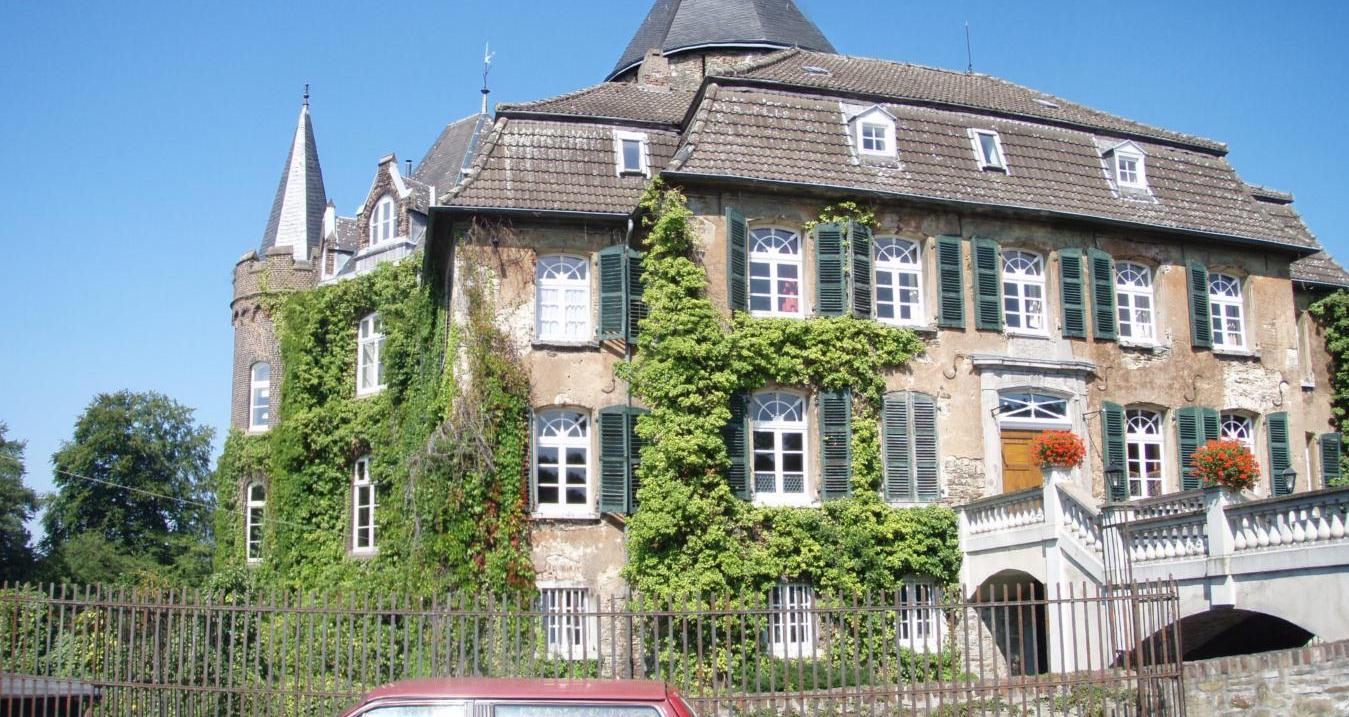
Schloss Linnep

In Ratingen-Breitscheid befindet sich Schloss Linnep zusammen mit der Waldkirche Linnep. Das Schloss wird privat bewohnt und kann – außer zu gelegentlichen Veranstaltungen – nur von außen besichtigt werden.

#### Burg Gräfgenstein
Die Burg Gräfgenstein ⊙, auch Griffgenstein genannt, ist eine in Teilen erhaltene mittelalterliche Burganlage und ein Baudenkmal in Nordrhein-Westfalen. Die Burg wird privat bewohnt, als Bauernhof genutzt und kann nur von außen besichtigt werden.

#### Haus Anger
Haus Anger ist ein ehemaliges Rittergut im Naturschutzgebiet Angertal, umgeben von Angermühle und Angerforsthaus.

#### Cromford

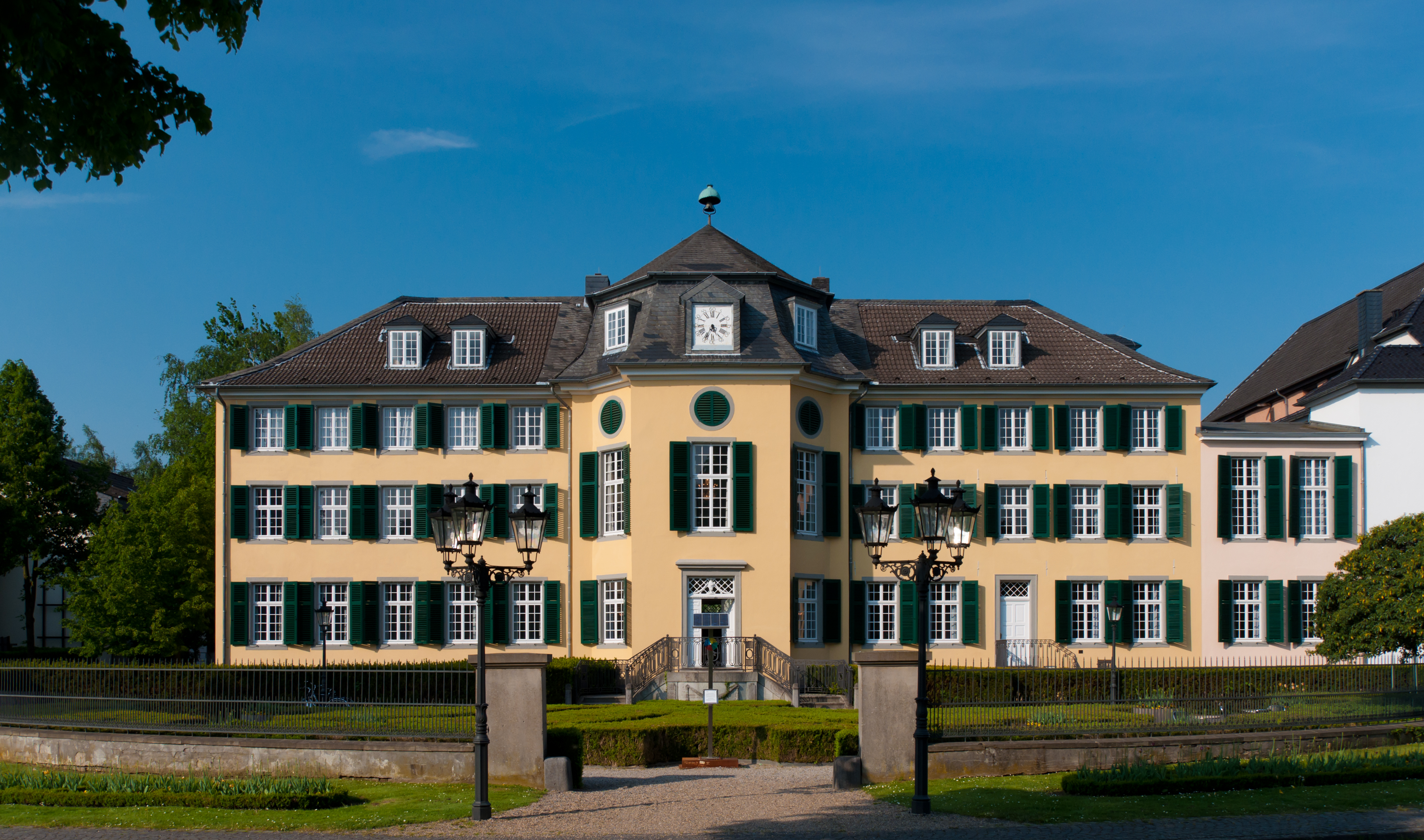
Industriemuseum Cromford, Herrenhaus

Johann Gottfried Brügelmann errichtete 1783 die Textilfabrik Cromford ⊙, die als erste Fabrik des europäischen Kontinents gilt. Er benannte sie nach der mittelenglischen Stadt Cromford, aus der er mittels Industriespionage die Konstruktionsprinzipien einer dort eingesetzten Spinnmaschine (Waterframe) erhielt.

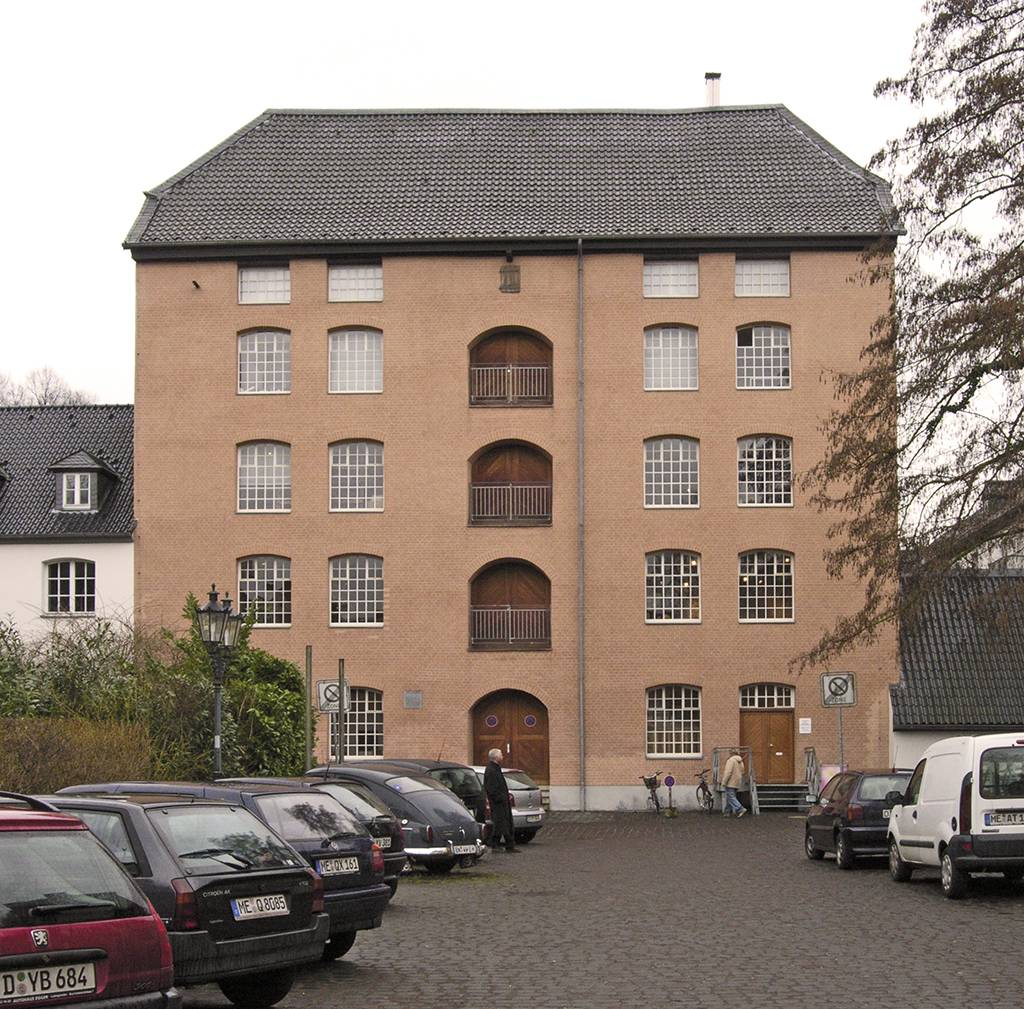
Industriemuseum Cromford, Spinnerei

Das aufwändig restaurierte Fabrikgebäude gehört heute zum dezentralen Rheinischen Industriemuseum. Mittels funktionstüchtiger Nachbauten kann man dort die damalige Spinnerei in Betrieb erleben. Vor der Fabrik befindet sich das großzügige Herrenhaus mit weiteren Ausstellungsflächen.
Über die barocke Gartenanlage gegenüber dem Herrenhaus gelangt man zum 1890 angelegten Poensgenpark ⊙ (auch: Cromford-Park) mit großzügigen Rasenflächen und vielen exotischen Bäumen und Sträuchern aus der ganzen Welt. Er wurde als exzellenter Park 2004/2005 in die Straße der Gartenkunst zwischen Rhein und Maas aufgenommen.

#### Im Roten Hahn

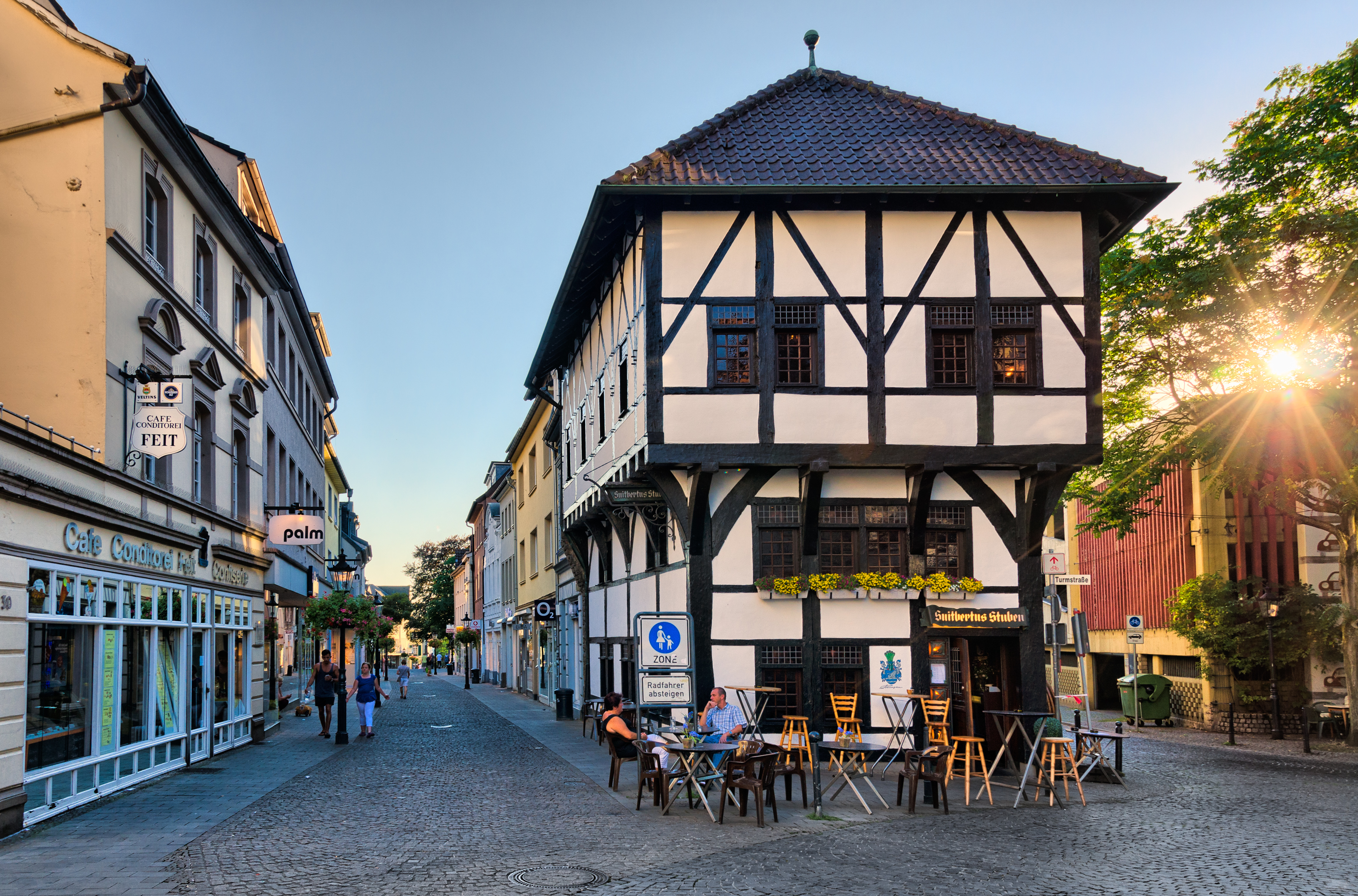
Im Roten Hahn

Das aus dem 15. Jahrhundert stammende Fachwerkhaus (auch Wallersches Haus oder Suitbertus-Haus genannt) in der Oberstraße 23 gilt als schönstes und ältestes Fachwerkhaus Ratingens. Seine heutige Existenz verdankt es einer Brandmauer im Westen, die es von der weitgehenden Zerstörung Ratingens 1641 verschonte. Es beherbergt heute eine Gastwirtschaft.

#### Auermühle
Die Auermühle ⊙ ist der Nachfolgebau einer Wassermühle an der Anger aus der Zeit um 1700.

### Parks
Neben dem oben erwähnten Poensgenpark verfügt Ratingen über ausgedehnte Waldflächen sowie den 110 ha großen Erholungspark Volkardey mit dem rekonstruierten Eisenzeitgehöft, der den Grünen See und den Silbersee umfasst (siehe hierzu auch Ratingen-West), sowie über den Blauen See mit kleinem Freizeitpark und Freiluft-Theater.
Ironischerweise ist das Wasser des Blauen Sees grün und das des Grünen Sees blau.
Ein Kunstweg führt von den naturbelassenen Auen des Angertals, durch den historischen Poensgenpark rund um die ehemalige Textilfabrik Cromford zu dem o. g. Erholungsgebiet am Grünen See.
Weitere Informationen über die oben erwähnten Parks und Waldflächen enthalten die Freizeittipps der Stadt Ratingen.

### Dumeklemmer
Ratingen wird häufig auch als Dumeklemmerstadt und ihre Einwohner als Dumeklemmer (hochdeutsch: Daumenklemmer) bezeichnet. Der Ursprung dieser Bezeichnung wird häufig der sogenannten Dumeklemmersage zugeschrieben: Dieser Sage zufolge wollte der Missionar Suitbertus die damals heidnische Stadt Ratingen zum Christentum bekehren. Als er jedoch das Stadttor passieren wollte, schlugen ihm die Ratinger selbiges vor der Nase zu; dabei wurde der Daumen des Suitbert in der Tür eingeklemmt. Daraufhin soll Suitbert der Stadt zwar unverrichteter Dinge den Rücken gekehrt, jedoch seine Einwohner zuvor mit einem Fluch belegt haben, demzufolge in Zukunft alle in Ratingen Geborenen mit einem platten Daumen zur Welt kommen sollten. Seither sollen die Ratinger den Beinamen „Dumeklemmer“ haben.
Historiker halten jedoch wenig von dieser Legende, insbesondere weil Suitbert über 500 Jahre vor der Verleihung der Stadtrechte 1276 und dem Bau des Stadttores lebte.
Die wahrscheinlichere Ursache ist daher der Umstand, dass Ratingen im Mittelalter über Jahrhunderte hinweg Sitz der Gerichtsbarkeit des Bergischen Landes war. Dort war lange Zeit die Folter ein beliebtes Instrument der „Wahrheitsfindung“ – häufig unter Verwendung von Daumenschrauben. Daher seien die Ratinger im Umland als „Dumeklemmer“ bezeichnet worden. Heute erinnert der „Dumeklemmerbrunnen“ (Karl-Heinz Klein, 1972) vor der Kirche St. Peter und Paul an die Legende, der drei Kinder mit plattem Daumen zeigt.
Im Juli findet jährlich das Ratinger Dumeklemmerspektakel statt, bei dem neben einem mittelalterlichen Markt die Dumeklemmersage als mittelalterliches Theaterstück aufgeführt wird.
Als „Dumeklemmer“ bezeichnet man auch die Ratinger Spezialität: etwa daumengroße pikant gewürzte Mettwürstchen.

### Kultur
Ratingen verfügt über ein Stadtmuseum (das Museum Ratingen), ein Stadttheater, eine Stadthalle („Dumeklemmerhalle“), deren großer Saal bis zu 1030 Plätze fasst, ein kleines, häufig mit Auszeichnungen versehenes Kino sowie ein intensives Vereinsleben (insb. Sport-, Karnevals-, Schützen- und Heimatvereine).
Ratingen-Hösel ist Sitz der Stiftung Haus Oberschlesien. Sie unterhält das gleichnamige Haus als Kultur- und Begegnungsstätte sowie das Oberschlesische Landesmuseum, eine zentrale deutsche Einrichtung der Pflege und Präsentation zur Kultur und Geschichte Schlesiens. Im Zusammenwirken mit der Eichendorff-Gesellschaft wird auch das Leben und Werk des bedeutenden Literaten Joseph von Eichendorff mit zahlreichen Exponaten dargestellt. Das Oberschlesische Landesmuseum hat seit 1998 einen modernen Funktionsbau an der Bahnhofstraße (B 227). Laufend finden Sonderausstellungen statt, auch in Polen. Die Entwicklung und Belebung grenzüberschreitender Kontakte ist ein wichtiges zukunftsgewandtes Anliegen der Stiftung Haus Oberschlesien. Im Haus Oberschlesien hat auch die Landsmannschaft der Oberschlesier die Bundesgeschäftsstelle sowie die Landesgeschäftsstelle NRW.

### Religion

#### Christentum

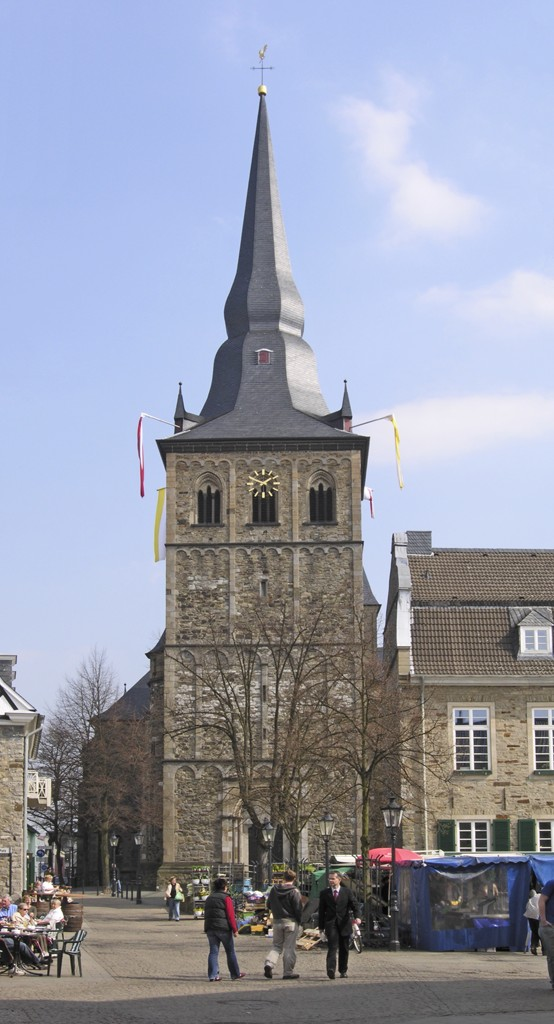
St. Peter und Paul, Turm

Die bekannteste Kirche Ratingens ist die römisch-katholische Kirche St. Peter und Paul. Die Fundamente des frühgotischen Baus stammen aus dem 8. Jahrhundert. Die beiden Osttürme wurden im 11. oder 12. Jahrhundert errichtet. Bei einem Luftangriff im Zweiten Weltkrieg am 22. März 1945 wurde die Kirche stark beschädigt und nach dem Krieg wieder aufgebaut. Das Hauptschiff stammt im Wesentlichen aus dem Jahr 1300. Im Inneren der Kirche sind vor allem die drei Glocken und die Turmmonstranz sehenswert. Skulpturen der barocken Ausstattung befinden sich heute im Museum Ratingen.
Weitere katholische Kirchen sind St. Anna (Ratingen-Lintorf), die Herz-Jesu-Kirche, die Heilig-Geist-Kirche, St. Suitbertus. St. Jacobus der Ältere in Homberg-Meiersberg, St. Bartholomäus in Ratingen-Hösel, St. Christophorus in Ratingen-Breitscheid und St. Johannes, Pfarrer von Ars in Ratingen-Lintorf. Alle Kirchen und Pfarrgemeinden gehören zum Kreisdekanat Mettmann im Erzbistum Köln.
Die Evangelische Stadtkirche (Fertigstellung 1684) ist eine der ältesten noch erhaltenen ehemals evangelisch-reformierten Kirchen des Rheinlandes. Zur Kirchengemeinde Ratingen gehören ferner die Paul-Gerhardt-Kirche in Tiefenbroich, die Friedenskirche und die Versöhnungskirche. In Hösel, Homberg, Linnep und Lintorf gibt es eigenständige Kirchengemeinden, die wie die in der Kernstadt zum Kirchenkreis Düsseldorf-Mettmann in der Evangelischen Kirche im Rheinland (EKiR) gehören.

#### Buddhismus
Vor einigen Jahren wurde von der thailändischen Gemeinde der thailändische Tempel Wat Buddhasamakkee Düsseldorf auf der Sohlstättenstraße 58A gegründet.

#### Judentum
Seit 2002 gibt es den Jüdischen Kulturverein Ratingen e. V. SCHALOM, auf dessen Internet-Seite die Geschichte und Tradition der Juden in Ratingen dargestellt ist. 1817/18 kauften die Ratinger Juden ein Grundstück an der Bechemer Straße und errichteten dort eine eigene Synagoge. Die Nutzung der Synagoge als Gotteshaus endete 1930/1931, als die Gemeinde (Filialgemeinde der Düsseldorfer Synagogengemeinde) zu klein geworden war. Das Gebäude wurde 1936 von der Stadt Ratingen gekauft und 1940 abgerissen.

### Sport
2021 bewarb sich die Stadt als Host Town für die Gestaltung eines viertägigen Programms für eine internationale Delegation der Special Olympics World Summer Games 2023 in Berlin. 2022 wurde sie als Gastgeberin für Special Olympics Myanmar ausgewählt und betreute dann aber die Delegation von Special Olympics Äthiopien, da Myanmar seine Beteiligung an den Spielen wieder absagte. Damit wurde Ratingen Teil des größten kommunalen Inklusionsprojekts in der Geschichte der Bundesrepublik mit mehr als 200 Host Towns.

### Regelmäßige Veranstaltungen
- Pfingsten: Kultur- und Kabarettfestival ZeltZeit am Grünen See
- März: Dreck-weg-Tag[51]
- Juni oder Juli: Mehrkampf-Meeting Ratingen (international bedeutender Zehnkampf- und Siebenkampf-Wettbewerb)
- Juli: Open-Air-Event RatingenFestival in der Ratinger Innenstadt
- Sommer: Folkfestival Folkerdey am Grünen See
- September: Jetzt & Immer Festival am Grünen See
- September: Stadtwerke Ratingen Triathlon

## Wirtschaft und Infrastruktur

### Wirtschaft
Durch die Verkehrsanbindung (Flughafen, Eisenbahn und Autobahnen) und die Ausweisung von Gewerbeflächen ist es Ratingen seit den 1960er Jahren gelungen, den Schwund einiger traditioneller Industriezweige durch die Ansiedlung moderner Dienstleistungs- und Computerbetrieben überzukompensieren. Zu den Unternehmen mit Firmensitzen oder großen Betrieben in Ratingen gehören Asus, Ball Packaging Europe, Chieftec, Computacenter, Fujifilm, Harry-Brot, Hewlett-Packard, Keramag, Makita, Zapp AG, Mitsubishi Electric Europe B. V., Nokia, NSK, SAP, Schneider Electric, Sun Microsystems, TechniSat, Tiptel, TOI TOI & DIXI Sanitärsysteme, Trading Hub Europe, Vodafone. Im Jahr 2011 verlegte DKV Euro Service den Firmensitz nach Ratingen. Esprit besitzt in Ratingen seine Europazentrale und einen großen Outlet-Store.
Trotz der unmittelbaren Nachbarschaft zu den drei Oberzentren Düsseldorf, Duisburg und Essen verfügt Ratingen über eine vergleichsweise hohe Arbeitsplatzdichte von 380 Arbeitsplätzen je 1000 Einwohner. Der Ende des 20. Jahrhunderts noch negative Pendlersaldo war ab 1997 positiv, 2005 mit 5400 Personen deutlich positiv (15,5 % der Arbeitsplätze Ratingens), und stieg mindestens bis 2011 weiter (6241 Personen). Die Kaufkraft je Einwohner betrug 2017 117,1 % des Bundesdurchschnitts; laut einer Studie verzeichnete Ratingen 2014 mit 6541 € die dritthöchste Kaufkraft je Einwohner von allen 396 Kommunen Nordrhein-Westfalens.

### Verkehr

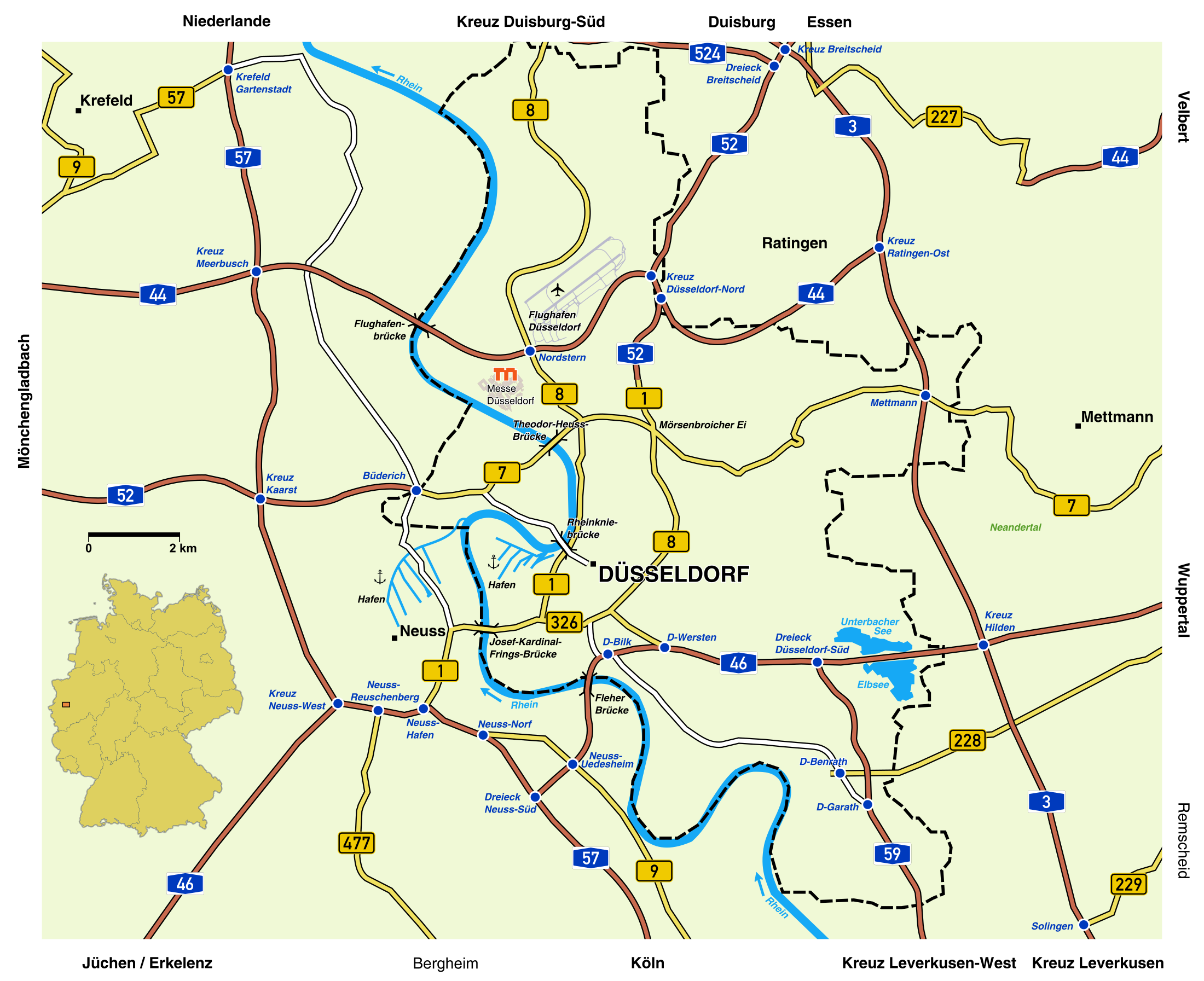
Autobahnnetz im Großraum Düsseldorf, zu dem auch Ratingen gehört

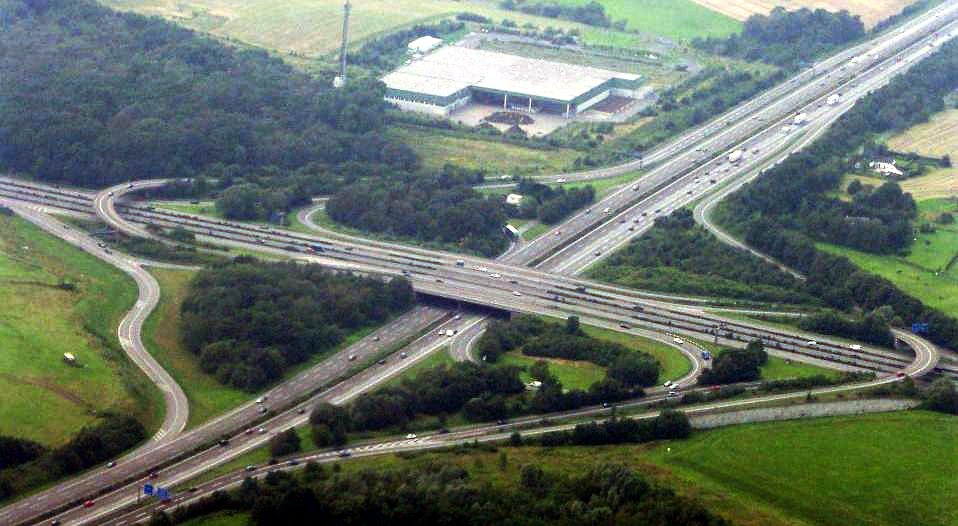
Das Autobahnkreuz Breitscheid verbindet A 3, A 52 und A 524 (im Bild nicht sichtbar)

Ratingens Verkehrsanbindung ist durch seine Lage zwischen dem Ruhrgebiet und den Ballungsräumen Düsseldorf, Köln/Bonn und Wuppertal geprägt.

#### Straße
Insgesamt vier Autobahnen mit zehn Anschlussstellen und Knotenpunkten liegen auf Ratinger Stadtgebiet. Ratingen Mitte liegt im Dreieck der Autobahnen A 3 (Köln – Oberhausen), A 52 (Düsseldorf – Essen) und A 44 (Mönchengladbach – Ratingen Ost, Weiterbau ab 2025). Die A 524 ist über das Dreieck Breitscheid angebunden. Die Bundesstraße 1 und die Bundesstraße 227 verlaufen ebenfalls durch das Stadtgebiet. Das benachbarte Düsseldorf ist über mehrere Autobahnen und Ortsstraßen erreichbar.

#### Bus und Bahn
Die Stadt gehört zum Gebiet des Verkehrsverbundes Rhein-Ruhr.
Im öffentlichen Personennahverkehr verkehrt an den S-Bahnhöfen Ratingen Ost und Hösel die S-Bahn-Linie S 6 Köln–Leverkusen–Düsseldorf–Ratingen–Essen.
Das Ratinger Zentrum ist zudem ab der Stadtbahnhaltestelle Ratingen Mitte über die Linie U72 der Düsseldorfer Stadtbahn mit dem Zentrum von  Düsseldorf verbunden. Sie verkehrt in Ratingen als klassische Straßenbahn und hieß bis zur Inbetriebnahme der Düsseldorfer Wehrhahn-Linie im Februar 2016 712. Zu allen Nachbarstädten führt auch ein Netz von Buslinien der Rheinbahn.
Der Bahnhof Düsseldorf Flughafen liegt kurz hinter der westlichen Stadtgrenze und ist über die Buslinie 759 mit dem Ratinger Zentrum verbunden. Er wird Fernverkehr von ICE-, Intercity- und Thalys-Zügen bedient, im Nahverkehr vom RRX und anderen Nahverkehrszügen.

#### Fahrrad
Die Stadt Ratingen liegt an der Euroga-Radroute. Zahlreiche Radwege verbinden darüber hinaus die Stadtteile untereinander. Fahrrad-Verbindungen existieren auch in die benachbarten Großstädte Düsseldorf, Duisburg, Essen und Mülheim (Ruhr). Am Bahnhof Ratingen Ost befindet sich eine der ältesten Fahrradstationen im Gebiet des Verkehrsverbundes Rhein-Ruhr, seit dem Jahr 2010 untergebracht in einem komplett neuen Gebäude mit einem 24 Stunden am Tag zugänglichen Fahrradparkhaus. Die Stadt Ratingen ist Mitglied in der Arbeitsgemeinschaft der fußgänger- und fahrradfreundlichen Städte, Gemeinden und Kreise in Nordrhein-Westfalen (AGFS).

#### Luftverkehr
Der internationale Flughafen Düsseldorf liegt wenige Kilometer westlich von Ratingen. Man erreicht ihn vom Ratinger Zentrum aus mit Bus und SkyTrain in ca. 30 bis 45 Minuten, mit der S-Bahn in ca. 20 Minuten und mit dem Auto in ca. zehn Minuten.

### Krankenhäuser
Das St.-Marien-Krankenhaus Ratingen war das älteste und größte Krankenhaus in der Stadt und befand sich in katholischer Trägerschaft. Mit 204 Betten und den Fachrichtungen Chirurgie, Gynäkologie, Anästhesie, Innere Medizin und HNO galt St. Marien als Krankenhaus der Regelversorgung. 1854 übernahmen die Armen-Schwestern vom heiligen Franziskus das Ratinger Pilgerhaus Gasthaus zum Heiligen Geist. 1888 wurde der erste Neubau für das Marien-Krankenhaus an der Kreuzung Ober-/Mülheimer Straße errichtet. Bei einem Luftangriff auf Ratingen am 22. März 1945 wurde das Krankenhaus schwer beschädigt. Anfang der 1970er Jahre ging die Trägerschaft von den Franziskanerinnen an die Ratinger Kirchgemeinde St. Peter und Paul über. 1984 zog das Krankenhaus in den heutigen Neubau zwischen Werdener Straße und Angerstraße; das alte Gebäude wurde abgerissen. Aufgrund finanzieller Probleme wurde das St.-Marien-Krankenhaus im Jahre 2024 geschlossen.
Die Versorgung der Ratinger wird jetzt durch das nah gelegene Florence-Nigthingale-Krankenhaus in Düsseldorf-Kaiserswerth sichergestellt, da es das einzige in akzeptabler Zeit erreichbare Krankenhaus im Umkreis von Ratingen ist.
Zum Krankenhaus gehörte noch das im selben Gebäude liegende St.-Marien-Seniorenheim mit 168 Plätzen, das Seniorenzentrum Marienhof an der Angerstraße mit 108 Plätzen und ein Gesundheitszentrum für die ambulante Versorgung.
Die Fachklinik 360° ist eine Fachklinik für Orthopädie und Rheumatologie mit 145 Betten. Das Krankenhaus entstand aus einer Stiftung und wurde 1897 als allgemeines Krankenhaus in evangelischer Trägerschaft eröffnet. 1974 wurde im Zuge der Krankenhausplanung des Landes NRW aus dem Allgemeinkrankenhaus eine Fachklinik. Seit 1995 gehört zum Haus auch ein evangelisches Altenheim. Im Jahr 2013 veräußerte die Kirchengemeinde Krankenhaus und Seniorenzentrum an die Deutsche Klinik-Union. Seit 2015 ist der Betreiber das Unternehmen Med 360°. In der Klinik ist auch eine Radiologie der Kette mit einem CT und einer Röntgenabteilung untergebracht. Diese sind kein Teil der Fachklinik.
Das Fliedner-Krankenhaus Ratingen ist ein Fachkrankenhaus für Psychiatrie und Psychotherapie mit 235 Betten, das von der Theodor-Fliedner-Stiftung getragen wird. Das Krankenhaus ist Lehreinrichtung der Universität Bochum.

### Feuerwehr und Rettungsdienst
Die Feuerwehr Ratingen gliedert sich in eine Berufsfeuerwehr mit etwa 120 Mitarbeitern sowie in acht Löschzüge der Freiwilligen Feuerwehr. Die Berufsfeuerwehr Ratingen ist ebenfalls für den Rettungsdienst zuständig.
Neben der Berufsfeuerwehr unterhält der Kreisverband Mettmann der Johanniter-Unfall-Hilfe  weitere Standorte im Kreisgebiet sowie ein Einsatzzentrum zwischen Hösel, Breitscheid und Lintorf, zwei Standorte in Lintorf sowie einen Standort in Ratingen Mitte. Von dort aus werden der Medizinische Transportdienst des Kreises, Einsatzdienst und Verwaltung des Hausnotrufs, eine Kinderkrankenpflege, Katastrophenschutz, Sanitätsdienste, eine Motorradstaffel, Breitenausbildung sowie Jugendarbeit betrieben.
Der Ortsverband Ratingen des Deutschen Roten Kreuzes unterhält einen Standort in Lintorf. Von dort werden Krankentransportdienst, Katastrophenschutz, Fahrdienste, Breitenausbildung und Jugendarbeit betrieben.
Der Malteser Hilfsdienst hat einen Standort in Hösel. Von hier werden ebenfalls Katastrophenschutzdienst, Jugendarbeit und Breitenausbildung geleistet.

## Persönlichkeiten

### In Ratingen geboren
- Johann Portmann (1595–1665), kurbrandenburgischer Hofrat und Diplomat
- Johann Peter Melchior (1747–1825), Bildhauer und Porzellandesigner
- Oskar Hamm (1839–1920), Oberreichsanwalt und Präsident des Oberlandesgerichtes Köln
- Julius August Bewer (1877–1953), evangelischer Theologe
- Wilhelm Vogelbusch (1887–1979), Ingenieur und Erfinder
- Heinrich Breiden (1893–1950), Flötist
- Kurt Roth (1899–1975), Maler
- Wolfgang Meng (1920–2003), Maler und Graphiker
- Bruno Werdelmann (1920–2010), Manager, Gesellschafter bei Henkel und Stifter
- Wilhelm Johnen (1921–2002), Luftwaffenpilot
- Friedrich Theuring (1923–2000), Schauspieler, Mitbegründer der Naturbühne Blauer See
- Martin J. Beckmann (1924–2017), Wirtschaftswissenschaftler
- Paul Hühnerfeld (1926–1960), Schriftsteller und Literaturkritiker
- Friedel Lepper (* 1931), Bildhauer
- Norbert Oellers (* 1936), Germanist
- Heribert Faßbender (* 1941), Sportmoderator
- Alois „Ali“ Wacker (* 1942), Psychologe
- Lutz Klein (* 1943), Regierungspräsident
- Viktor von Oertzen (* 1948), Journalist
- Ingrid Gogolin (* 1950), Erziehungswissenschaftlerin
- Bernd Uhde (* 1950), Fotograf und freier Künstler
- Romy Herzberg (* 1951), Musikerin (Kontrabass)
- Ursula Weck (* 1951), Hörspielregisseurin und -autorin
- Franz Benton (* 1952), Singer-Songwriter
- Ludger Müller (1952–2020), römisch-katholischer Kirchenrechtler
- Werner Schäfer (* 1952), Boxer
- Marianne Hürten (* 1953), Politikerin
- Michael Böhnke (* 1955), römisch-katholischer Theologe
- Christoph Spendel (* 1955), Jazzmusiker und Komponist
- Alexander von der Groeben (* 1955), Sportjournalist
- Gabi Decker (* 1956), Kabarettistin
- Mechthild Dreyer (* 1955), Philosophin und Hochschullehrerin
- Gereon Lepper (* 1956), Bildhauer
- Werner Müller (* 1956), Biologe
- Jörg Haustein (1957–2004), evangelischer Theologe und Professor
- Georgine Kellermann (* 1957), Journalistin
- Doris Mademann-Meise (* 1958), Malerin, Bildhauerin
- Norbert Pohlmann (* 1960), Informatiker
- Frank Herrmann (* 1961), Politiker
- Frank Kessler (* 1961), Schauspieler
- Susanne Anna (* 1962), Kunsthistorikerin
- Andreas Hertelt (* 1962), Handballspieler
- Mike Reichenbach (* 1962), Schauspieler
- Peter Walgenbach (* 1962), Betriebswirtschaftler
- Friederike Haase (* 1963), politische Beamtin
- Daniel Jurgeleit (* 1963), Fußballspieler
- Claudia Jung (* 1964), Sängerin
- Bernhard Keimer (* 1964), Physiker und Leibnizpreisträger
- Mario Sixtus (* 1965), Journalist und Filmemacher
- Claudius Valk (* 1966), Jazzmusiker
- Susanne Keuchel (* 1966), Musik- und Kulturwissenschaftlerin
- Wilfried Rosendahl (* 1966), Bioarchäologe, Generaldirektor der Reiss-Engelhorn-Museen
- Rüdiger Bertram (* 1967), Kinder- und Jugendbuchautor
- Martell Beigang (* 1967), Musiker und Autor
- Jutta Profijt (* 1967), Krimiautorin
- Jens Hajek (* 1968), Schauspieler
- Peter Beyer (* 1970), Rechtsanwalt und Mitglied des Deutschen Bundestages (CDU)
- Juliane Pickel (* 1971), Pädagogin, Journalistin und Schriftstellerin
- Orla Wolf (* 1971), Schriftstellerin, Bloggerin, Filmemacherin und Künstlerin
- Jan Valk (* 1978), Germanist, Herausgeber und Übersetzer
- Alice Gruia (* 1983), Schauspielerin, Filmproduzentin, Filmregisseurin und Drehbuchautorin
- Sabine Riedel (* 1983), Schriftstellerin
- Umse (Christoph Umbeck) (* 1983), Musiker
- Christian Müller (* 1984), Eishockey- und Inlinehockeyspieler, Trainer
- Christian Pakusch (* 1984), Politiker (CDU) und Bürgermeister der Stadt Willich
- Kitty Blair (Georgina Groll) (* 1985), Pornodarstellerin
- Max König (* 1988), Schauspieler
- Edin Pepic (* 1991), Fußballspieler
- Anke Preuß (* 1992), Fußballtorhüterin
- Marvin Ajani (* 1993), Fußballspieler
- Jan Köstering (* 1997), Kfz-Mechatroniker und Politiker (Die Linke)
- Timo Bornemann (* 2000), Fußballspieler

### Mit Ratingen verbunden
- Weidtmann (Orgelbauerfamilie) (1675–1753), Orgelbauer in drei Generationen
- Johann Gottfried Brügelmann (1750–1802), Industrieller
- Adam Josef Cüppers (1850–1936), Schulgründer
- Gustav Dürr (1853–1908), Industrieller
- Hugo Henkel (1881–1952), Industrieller
- Emil Fahrenkamp (1885–1966), Architekt, Leiter der Kunstakademie Düsseldorf
- Gerhard Strecke (1890–1968), Komponist und Musikpädagoge
- Immanuel Knayer (1896–1962), Künstler
- Walter Rohland (1898–1981), Rüstungsunternehmer
- Wolf Friedrich Magnus von Niebelschütz (1913–1960), Schriftsteller und Historiker
- Kurt Franz (1914–1998), KZ-Kommandant
- Bruno Lambart (1924–2014), Architekt
- Hans-Jürgen Engell (1925–2007), deutscher Chemiker und Materialwissenschaftler
- Fritz Rupprecht Mathieu (1925–2010), Designer des derzeitigen Apotheken-Logos
- Erich Juskowiak (1926–1983), Fußball-Nationalspieler
- Peter Brüning (1929–1970), Künstler, Professor
- Wilhelm Droste (1933–2020), Politiker
- Oskar Pawelski (1933–2023), Metallurge, Hochschullehrer
- Reiner Ruthenbeck (1937–2016), Bildhauer
- Harro Maass (* 1939), Illustrator und Maler
- Gerhard Sauthoff (* 1939), Physiker und Metallurge
- Siegfried Jüttner (* 1941), Romanist
- Peter-Paul Zahl (1944–2011), Schriftsteller
- Thomas Middelhoff (* 1953), Manager
- Herwig Mitteregger (* 1953), Schlagzeuger und Sänger
- Elisabeth Müller-Witt (* 1953), Politikerin
- Raymond Thelen (* 1955), Künstler
- Berno Kürten (* 1956), Filmregisseur
- Dietmar Bartz (* 1957), Journalist
- Wilhelm Droste (* 1960), Politiker
- Dieter Nuhr (* 1960), Kabarettist
- Antonius Kass (* 1963), Volleyballspieler und Sportmediziner
- Dirk Stermann (* 1965), Fernseh- und Radiomoderator, Kabarettist und Autor
- Britta Steilmann (* 1966), Designerin und Unternehmerin
- Ansgar Wallenhorst (* 1967), Kirchenmusiker
- Marc Arnold (* 1970), Fußballspieler
- Michael Spörke (* 1972), Schriftsteller, Behindertenpolitiker
- Gerald Asamoah (* 1978), Fußballspieler
- Lasse Münstermann (* 1979), Snookerspieler
- Sandy Mölling (* 1981), Sängerin
- Joel Brandenstein (* 1984), Sänger
- Fresh Familee (1988–1998), Hip-Hop-Gruppe

## Ehrenbürger
- Heinrich Brinkmann (1913–1984), evangelischer Pfarrer der Gemeinde Homberg (heute zu Ratingen gehörend) (1973)[63]
- Adam Josef Cüppers (1850–1936), Lehrer und Schriftsteller (1921)[64]
- Ferdinand Trimborn (1921–2008), Mäzen (2005)[65]